# 黃偉文
黃偉文（英語：Wyman Wong，1969年5月21日—），香港填詞人、電台節目主持、電影演員與專欄作家。他與林夕合稱香港詞壇的「兩個偉文」（林夕原名為“梁偉文”），並曾於2012年舉行一連六場「Concert YY 黃偉文作品展」的作品音樂會，邀請了超過40位著名歌手嘉賓演唱他所填詞的精選歌曲。

## 早年生活
黃偉文曾就讀於聖芳濟各書院及新法書院，在會考和高級程度會考的中國文學中均考獲A級，考上香港中文大學社會工作系，並於1991年畢業。

## 個人生活
根據《蘋果日報》的資料，黃偉文與任職精神科醫生的吳偉民（Stephen）是密友，兩人相交超過十年，於半山單位同居。

## 電台DJ / 接受訪問
1990年，黃偉文因參加商業電台舉辦的超級樂迷競賽電話遊戲，顯露出對流行歌的熟悉程度，在畢業考試前晉身為全職唱片騎師。
1993年4月21日，黃在商業二台主持《不一樣的黃昏》 （页面存档备份，存于），數月後喜歡與人交往的他調往主打訪問歌手的《叱咤新大陸》(與郭靜對調)。就是這一次調職，影響往後30年香港樂壇發展。
其後曾分別與吳君如、李蕙敏合作主持《娛樂性騷擾》(1995-96)，以及先後與鄭家輝、Lorna、謝昭仁合作主持《係咪玩嘢？》，週末亦單獨主持過音樂節目《尚餘少量單位》及跟謝昭仁主持Phone-in節目《電話中擁抱你》。1997年12月31日因私人理由向商台請辭，但1998年5月25日突然轉投新城電台，主持《997大奇蹟》，至1999年4月辭職，離開新城電台，此後絕跡於電台界。直至2004年9月13日重返叱咤903短期開咪，再度與謝昭仁合作主持三個月節目《八十大壽》。
相隔18年後的2022年12月30日，因應英國時裝設計師好友「西太后」Vivienne Westwood逝世，接受在晴朗的一天出發訪問感受。
此外，原來當年黃還未蓄鬍子時，曾為叱咤903拍過一張照片作為DJ閃卡 （页面存档备份，存于）。（當年可能沒有任何宣傳）

## 填詞人
黃偉文為香港作曲家及作詞家協會會員，第一首發表的歌詞作品，是1993年與軟硬天師合寫的《愛式》，第一首發表的個人作品是軟硬天師的《非常口》，而令他一鳴驚人的作品，則是李蕙敏於1995年推出的《（你沒有）好結果》，當中一句「等欣賞你被某君　一刀插入你心　加點眼淚陪襯」，更可謂膾炙人口。
黃偉文寫詞角度新穎，題材內容廣泛，擅於玩文字遊戲，評論家認為他具有另一著名填詞人林振強的影子，黃偉文亦自言林振強對他影響:213。雖然黃偉文寫詞方法具新意，但他堅持寫歌詞的第一原則是文法正確。黃偉文經典作品無數，歌詞作品數目超過1500首（其第一千首是收錄在陳奕迅2006年專輯《What's Going On...?》的《裙下之臣》，第1500首則為2022年由MIRROR主唱的《We Are》）。
黃偉文曾為歌手填寫全碟歌詞，分別有梁漢文的《星火》、盧巧音的《不需要…完美得可怕！》、Shine的《電影男孩》、李克勤的《Smart I.D.》、何韻詩的《HOCC2》、《梁祝下世傳奇》及《Heroes》、陳奕迅的《The Easy Ride》、《The Line Up》Disc 2 及《Life Continues...》（不包括Bonus Track）、麥浚龍的《Chapel of Dawn》及《Addendum》、容祖兒的《Joey Ten》（不包括翻唱歌曲）及《Me, re-do》、鄧小巧的《No Coincidence》。
黃偉文在詞壇中獲獎無數，憑《（你沒有）好結果》於1995年榮獲四台聯頒最佳中文流行歌詞獎 、第18屆香港十大中文金曲最佳中文（流行）歌詞獎。他更於1997年度奪得叱咤樂壇流行榜頒獎典禮叱咤殿堂十大作詞人、叱咤殿堂至尊詞《活得比你好》和第17屆香港電影金像獎最佳電影原創歌曲《歡樂今宵》。憑《好心分手》及《燕尾蝶》分別獲得2002年度叱咤樂壇至尊歌曲大獎和CASH金帆音樂獎最佳流行歌詞獎。 
他亦於2004年首度獲得叱咤樂壇填詞人大獎和第四屆華語音樂傳媒獎頒獎禮最佳作詞人，更憑《奇洛李維斯回信》得十大勁歌金曲最佳填詞獎。2005年榮獲第五屆全球華語歌曲排行榜最佳作詞《塞車》、CASH金帆音樂獎最佳歌詞《浮誇》及再度奪得叱咤樂壇填詞人大獎。
2005年中，Wyman推出他的精選歌詞大碟《黃偉文十年選After Ten》，並分別邀請趙學而和劉美君重新演繹“翻案”之作《最佳位置》及《大開眼戒》。
2005年12月10日，他首次舉行音樂會--《芝華士903友情夾gig音樂會 - A Man & A Pen 黃偉文十週年》，陳奕迅、容祖兒、Shine、何韻詩、盧巧音、薛凱琪、周國賢、李蕙敏、趙學而、林海峰、麥浚龍等一班歌手雲集於灣仔香港展覽中心演唱Wyman十年來填詞的精選好歌。
2006年2月，關淑怡復出樂壇，並舉行十年內首次個人演唱會。會中播放了一段黃偉文跟關淑怡的真情對話短片，為她過去的種種傳聞解畫。而關淑怡的兩首自傳式復出作品《關於我》和《進化論》，也是由黃偉文負責填詞，可見兩人相交不淺。
2006年8月4日，黃偉文參與商台主辦的《拉闊黃金十年》，與好友陳奕迅、楊千嬅、何韻詩、雷頌德同台表演十年來的經典金曲，當晚的高潮就是他開金口演繹自己填詞的《浮誇》。
2008年寫給謝安琪的作品《囍帖街》成為全城熱爆歌曲，除了令Kay及歌曲橫掃樂壇獎項，他本人亦在填詞獎項大豐收。
黃偉文曾暗地裡為陳奕迅填寫Psycho情歌系列歌詞，包括2001年的《大開眼戒》、2002年的《防不勝防》及2003年的《十面埋伏》，被稱為「病態三部曲」，陳奕迅更於2006年Get a Life 演唱會首次一口氣演唱這三部曲。其後亦為陳奕迅創作經典的「男人玩物四部曲」，分別是2005年的《葡萄成熟時》、2006年的《人車誌》、2009年的《沙龍》和2010年的《陀飛輪》，主題相對是美酒、跑車、相機和金錶。更於《陀飛輪》歌詞寫道「我的美酒跑車相機金錶 也講究 」。
2010年黃偉文邀請喬靖夫、林寶、陳詠謙三位填詞人聯盟組成「Shoot The Lyricist」扶育後輩。其中喬靖夫2000年憑《深藍》獲得CASH金帆音樂獎最佳流行歌詞獎項。而林寶則自1999年開始已為組合SWING的御用填詞人。黃偉文於2010及2011年及陳詠謙於2013及2014年分別獲得叱咤樂壇填詞人大獎，並在CASH金帆音樂獎獲得2013及2014個人最多新作品演出獎作詞家，和2014下載歌曲。蔣子軒（小克）亦于2011年10月加入。
2012年2月，黃偉文在紅磡香港體育館舉辦共六場「Concert YY 黃偉文作品展」音樂會，由逾50位歌手演唱他歷年來的填詞作品。
2014年起開始，每年創作超過一首國語歌詞。
2015年，黃偉文為麥浚龍及謝安琪合唱歌曲《羅生門》填詞，推出後迅即爆紅。這首歌是麥浚龍繼2004年《耿耿於懷》和2014年《念念不忘》後的「耿耿於懷系列」第三部曲。該系列的第四部曲《雷克雅未克》由黃偉文、麥浚龍及周國賢合作而成。  黃偉文表示這個概念是在2012年搞作品展時萌生的，當時選歌給麥浚龍唱時，曾考慮《濛》等歌曲，但歌迷卻較喜歡《耿耿於懷》，麥浚龍演唱該曲後，獲得不少回響，因此向麥提出做續集的想法，延至2014年才拍板落實完成《念念不忘》這首歌，並於2015年正式派台。
2016年1月1日，黃偉文相隔兩年再次獲得叱咤樂壇填詞人大獎。2017年1月1日，黃偉文第六度獲得叱咤樂壇填詞人大獎，亦憑《女神》一曲奪得叱咤樂壇我最喜愛的歌曲大獎（填詞）。而「Shoot The Lyricist」的填詞人更包辦「專業推介．叱咤十大」其中八首歌曲。
黃偉文於2020年、2022年、2023年及2024年元旦，均獲得叱咤樂壇填詞人大獎，至今已十度獲得該項大獎。繼1998年林夕後，2023年黃偉文成為第二位成功包辦「專業推介．叱咤十大」三甲歌曲的填詞人。

### 歌名特色
黃偉文的歌名中，取自影視作品名稱的例子有不少（不包括作為影視作品插曲者），歌曲與同名歌視作品發表時間相隔一年之內的例子有：同名小說改編之電視劇及電影《失樂園》（1997）、電影《談談情跳跳舞》（1997）、電影《美麗有罪》（1999）、電影《無人駕駛》（2000）、電影《人工智能》（2001）、電視劇《紙牌屋》（2013起）。Shine的《電影男孩》專輯中更是全碟歌曲取自電影名稱，包括《一一》（2000）、小說改編的《祖與占》（1962）、《燕尾蝶》（1996）、紀實文學改編的《午夜快車》（1978）、《盜日者》（1979），而《去吧！旺角揸Fit人！》則演變自電影《旺角揸Fit人》（1996）及《去吧！揸Fit人兵團》（1996）。其他同名例子有：小說改編電影《火宅之人》、電影《囍宴》、電影《生命因你動聽》（1995）、電視節目《歡樂今宵》（1967起）、小說改編電影《大開眼戒》（1999）、電影《2001太空漫遊》（1968）、動畫《新世紀福音戰士》（1995）、電影《蒂凡尼早餐》（1961）、小說改編電視劇《啼笑姻緣》（1974）、電視劇《101次求婚》（1991）、電視節目《瞬間看地球》（2003起）、電影《最佳損友》（1988）、動畫電影《怪誕城之夜》（1994）、電視劇《六呎風雲》（2001起）、電視劇《生活大爆炸》（2007起）、小說改編電影《羅生門》（1950）、電影《俏郎君》（1973）、電影《Her》(雲端情人，2013)、日本動畫電影《貓之報恩》（2002）。歌名演變自影視作品名稱的例子有：《水手裝與機關槍》演變自同名小說改編之電視劇及電影《水手服與機關槍》（1981起）；《E先生 連環不幸事件》演變自小說改編電影《尼蒙利斯連環不幸事件》（2004）；《恐懼蠶食心靈》演變自《恐惧吞噬灵魂》(1974)；《我和愛麗絲絕交了》演變自《再見愛麗絲》(1974)；《It’s not your fault》，源自1997年美國電影《心靈捕手》金句，《用背脊唱情歌》，源自1986年電影《地下情》演員蔡琴唱歌時的動作，等等。
其他與文學作品同名的例子有《謫仙記》（1965）、《小王子》（1943）、《罪與罰》（1866）、《愛的教育》（1886）、《鋼鐵是怎樣煉成的》（1933）、成英姝小說《人類不宜飛行》（1997）、莫言小說《豐乳肥臀》（1996）、李維菁散文集《老派約會之必要》（2012），歌曲《少年維特》則取自《少年維特的煩惱》（1774），歌曲《廿九歲的遺書》則取自《十五歲的遺書》（2003）。
參考前輩舊作的改寫作品包括：以《零時十一分》回應林振強的《零時十分》:215；將《現代愛情故事》（潘偉源填詞）改為《情愛現代事故》，兩者皆由張智霖與女歌手合唱；《明目張膽》的前奏與開首的歌詞借用《等》（鄭國江填詞）。

## 填詞作品

### 個人作品

#### 1993年（4首）
| - 軟硬天師 – 中國製造 - 軟硬天師 – 非常口 | - 軟硬天師 – 最後今天 - 黃耀明、軟硬天師 – 愛式 |

#### 1994年（14首）
| - 王 菲 – 為非作歹 - 吳奇隆 – 是我惹的禍 - 呂 方 – 時間關係 - 李樂詩 – 今年流行什麼 - 草 蜢 - 未必 - 張玉珊 – 中間分界 - 張衛健 – 榴槤飄香 | - 湯寶如 – 上帝之手（不幸運抽獎） - 劉德華 – 愈愛愈蠢 - 鄭秀文 – 時間地點人物（與何秀萍合填） - 鄭秀文 – 失憶 - 羅 文 – 三字經 - 蘇永康 – 洗澡 - 蘇慧倫 – 自編自導自演 |

#### 1995年（39首）
| - 王 菲 – 一人分飾兩角 - 王馨平 – 沒有月亮的晚上 - 古巨基 – 其實我…我…我 - 古巨基 – 順風車 - 古巨基 – 愛情馬戲班 - 吳君如、黃偉文 – 初一十五 - 吳倩蓮 – 分手連續劇 - 李蕙敏 – 活得比你好 - 李蕙敏 – (你沒有)好結果 - 周慧敏 – 童年來探我 - 邰正宵 – 怎樣你才會喜歡我 - 草 蜢 – 好戲在後頭 - 草 蜢 – 不安全感 - 草 蜢 – 搜神 - 草 蜢 – 太平天國 - 張智霖 – 戀愛的天氣 - 張學友 – 我哭了 - 張學友 – 這麼近（那麼遠） - 曹永廉 – 幸福普通裝 - 陳慧嫻 – 我心不死 | - 郭富城 – 是又怎樣 - 郭富城 – 標準時間 - 郭富城 – 紀念冊 - 郭富城 – 如果一世得不到 - 陳建穎 – 陪我 - 陳慧琳 – 不歡樂小姐 - 彭 羚 – 小玩意 - 彭 羚 – 你知得太多 - 曾志偉 – 嘩（《超級無敵獎門人》主題曲） - 黃耀明 – 大玩偶的搖籃曲 - 楊采妮 – 前世 - 劉小慧 – 百密一疏 - 鄭伊健 – 吻感 - 鄭秀文 – 孤男 寡女 - 戴恩玲 – 查你的天使 - 羅敏莊 – 了結他 - 蘇永康 – 按摩 - 蘇永康 – 有人喜歡藍 - 蘇永康 – 八時恭候 |

#### 1996年（79首）
| - Black Box – 尋找黑盒 - Black Box – 明年聖誕 - Black Box – 請聽收音機 - Zen – 我有問題 - Zen – 沒有去的旅行 - 王 菲 – 掃興 - 古巨基 – 第二最愛 - 古巨基、陳奕迅 – 兩個阿伯殺手 - 何超儀 – 不知者不罪 - 吳奇隆 – 洗腦 - 吳奇隆 – 慾望之規條 - 呂 珊 – 約束 - 李克勤 – 小心輕放 - 李克勤 – 人間 - 李克勤 – 輕功 - 李樂詩 – 早餐 - 李樂詩 – 罪惡快感 - 李蕙敏 – 未忘人 - 李蕙敏 – 趕時間 - 李蕙敏 – 愛我之前想清楚 - 李蕙敏 – 囍宴 - 周慧敏 – 私奔 - 邰正宵 – 所以 - 胡蓓蔚 – 我的天 - 草 蜢 – 係好歌 - 草 蜢 – 黑色情歌 - 草 蜢 – 火宅之人 - 草 蜢 – 聽話 - 唐文龍 – Déjà Vu - 張信哲 – 祈禱 - 梁詠琪 – 薄荷 - 梁漢文 – 親愛的 - 莫文蔚 – 情人看劍 - 許志安 – 海底撈月 - 軟硬天師 - 唔知係咩嘅我就點會講 - 郭 靜 – 生命因你動聽 - 陳小春 – 純情白痴 - 陳奕迅 – 時代曲 - 陳慧琳 – Yeah Yeah Yeah - 陳慧琳 – 為自己作証 | - 陳慧琳、Dry – 紀念日 - 曾志偉 – 嘩！ - 彭 羚 – 清水 - 彭 羚 – 抱著你的日子 - 彭 羚 – 甜品 - 彭 羚 – 晚安曲 - 湯寶如 – 我們的近況 - 湯寶如 – 下文 - 湯寶如 – 友情客串 - 湯寶如 – 細雪 - 湯寶如 – 危險期 - 黃秋生 – 莫須有 - 黃秋生 – 阿門 - 黃偉文 – 別看小我 - 黃耀明 – 小王子 - 楊千嬅 – 認錯人 - 達明一派 – 每日一禁果 - 趙學而 – 怕上鏡小姐 - 趙學而 – 謫仙記 - 趙學而 – 他是不是我等不等 - 蔡安蕎 – 倔強女孩 - 鄭伊健 – 撒嬌 - 鄭伊健 – 我的歌 - 鄭伊健 – 可樂 - 鄭伊健 – 發現 - 鄭秀文 – 意見不合 - 黎明 – 原來戀愛 - 黎 明 – 時間 時間 - 黎 明 – 過來人 - 黎瑞恩 – 預先綵排的分手 - 戴恩玲 – 無痛分手 - 鍾漢良 – 我要你 - 譚詠麟 – 門前說 - 譚詠麟 – 正中要害 - 譚耀文 – 影印本 - 譚耀文 – 拉鋸 - 譚耀文 – 欠什麼 - 蘇永康 – 山水有相逢 - 蘇永康 – 紅 |

#### 1997年（95首）
| - Beyond – 麻醉 - Beyond – 霧 - Beyond – 驚喜 - Beyond – 無事無事 - Dry – 下世紀 - Dry – 男朋友 - Dry – 為你寫的歌 - 王 菲 – 懷念 - 古巨基 – 我對門匙說 - 古巨基 – 歡樂今宵 - 古巨基 – Can we try - 古巨基 – 好人 - 古巨基 – 我愛毛查查 - 朱 茵 – 玻璃 - 何超儀 – 蜜月套房 - 何超儀 – 新發明 - 何超儀 – 說謊的女人 - 何超儀 – 我有病 - 呂 方 – 破天荒 - 呂 方 – 錫老婆會發達 - 李 玟 – 下次小心 - 李偉菘 – Stay Vs 走 - 李蕙敏 – 公主復仇記 - 李蕙敏 – 大失戀 - 姚琇齡 – 情字這條路之不歸路 - 姚琇齡、丘采樺 – 綠色的日子 - 紀炎炎 – 零下四十度 - 紀炎炎 – 分開只會令我更想你 - 胡諾言 – 自己的事 - 草 蜢 – 失樂園 - 草 蜢 – 傷城故事 - 草 蜢 – 二人迷失世界 - 草 蜢 – 等等 - 草 蜢 – 和林青霞演戲 - 草 蜢 – 有路 - 馬浚偉 – 好想擁抱一個人 - 梁詠琪、張智霖 – 愛在人在 - 梁漢文 – 我的志願 - 梁漢文 – 燦爛與墮落 - 梁漢文 – 零時十一分 - 梁漢文 – 斷了氣 - 梁漢文 – 月光游泳池 - 梅艷芳 – 甚麼都有的女人? - 許志安 – 值得等 - 許志安 – 灰飛煙滅 - 許志安 – 戀人絮語 - 許美靜 – 傾城 - 郭子言 – 糟蹋的樂趣 | - 郭子言 – 不要想太多 - 郭富城 – 花 - 郭富城 – 嚮應 - 陳小春 – 大件事 - 陳奕迅 – 那一夜有沒有說? - 陳慧琳 – 星夢情真 - 陳潔儀 – 失蹤 - 陳潔儀 – 分裂 - 陳曉東 – 特權份子 - 陳曉東 – 心理遊戲 - 彭 羚 – 變 - 彭 羚 – 認真 - 湯寶如 – 這裡是個天堂 - 湯寶如 – 像你 - 湯寶如 – 天氣女郎 - 湯寶如 – 華麗緣 - 楊千嬅 – 慈善情人 - 楊千嬅 – 友誼萬歲 - 楊采妮 – 紐約的日與夜 - 葉蒨文 – 幸運兒 - 葛民輝、張燊悅 – 我的男朋友是Prada - 趙學而 – 高貴的… - 趙學而 – 連體 - 鄭伊健 – 兒童樂園 - 鄭伊健 – 無處不在 - 鄭秀文 – 我們的主題曲 - 鄭秀文 – 愛有什麼用 - 鄭秀文 – 一夜成名 - 鄭秀文 – 親密關係 - 鄭秀文 – 忘記巴黎 - 黎 明 – 向孩子學習 - 黎 明 – 舊約 - 黎 明 – 闔家歡時間 - 黎 明、雷頌德 – 你這剎那在何方 - 黎瑞恩 – 永遠暗戀 - 黎瑞恩 – 情況普通 - 黎 駿 – 不認不認還須認 - 羅敏莊 – 兄弟 - 羅敏莊 – 停電 - 羅敏莊 – 最佳剪接 - 譚耀文 – 妄想狂 - 關淑怡 – 帶我去跳舞 - 蘇永康 – 平均分 - 蘇永康 – 談談情 跳跳舞 - 蘇永康 – 談心 - 蘇永康 – 獨立宣言 - 蘇永康 – 午睡 |

#### 1998年（60首）
| - Dry – 你甚麼都有 - Dry – 拈花 - Multiplex – 人見人愛 - 王 菲 – - 古巨基 – 所謂愛情 - 古巨基 – 十秒之後 - 古巨基 – 永遠永遠 - 古巨基 – 小小意思 - 古巨基 – 樓下有人 - 李蕙敏 – 從前有個人 - 紀炎炎 – - 張信哲 – 聯想 - 張信哲 – 到處留情 - 張信哲 – 一週運程 - 張智霖 – 孩子先生 - 張學友 – 頭髮亂了 - 梁詠琪 – 一￥的約定 - 梁漢文 – 火星 - 梁漢文 – 錯先生 - 梁漢文 – 普通朋友 - 梁漢文 – 電光火石 - 梁漢文 – 1999 - 梁漢文 – 淡季 - 梁漢文 – 未算差 - 梁漢文 – 一萬零一夜 - 梁漢文 – 聽說你愛我 - 梁漢文 – 星火 - 許志安 – 眼緣 - 陈小春 – 只要地球還有女人 - 陳小春 – 我女人 | - 陳奕迅 – 新曲+精選 - 陳奕迅 – 反高潮 - 陳奕迅 – 超人的主題曲 - 陳奕迅 – 新生活 - 陳潔儀 – 轉彎抹角 - 陳曉東 – 水瓶座 - 彭 羚 – 一起 - 彭 羚 – 我不會 - 楊千嬅 – 8步半 - 楊千嬅 – 我不要你愛我 - 楊千嬅 – 田中小百合 - 楊千嬅 – 繼續努力 - 楊千嬅 – 洋蔥 - 庾澄慶 – 咪走 - 鄭伊健 – E病毒 - 鄭伊健 – 這10分 - 鄭秀文 – 理想對象 - 黎明 – 不要講兩次 - 黎 明 – 少見多掛 - 黎 明 – 從過去到永遠 - 盧巧音 – 800伴 - 盧巧音 – 自戀影院 - 盧巧音 – 垃圾 - 盧巧音 – 沮喪 - 盧巧音 – 唱你 - 謝凱珊 – 背山面海 - 譚耀文 – 我怎麼說 - 關淑怡 – 大地之母 - 蘇永康 – 提我 - 蘇永康、黃耀明、雷頌德 – 紅白藍 |

#### 1999年（29首）
| - Snowman – 打者愛也 - 古巨基 – 第7感 - 何嘉莉 – 各有口味 - 李蕙敏 – 下次遇到你 - 車婉婉 – 單眼皮 - 高雪嵐 – 絕 - 張學友 – 和好不如初 - 梅艷芳 – 同窗會 - 梅艷芳 – 比生命更大 - 許志安 – 散心 - 許志安 – 直覺 - 陳奕迅 – 一 - 陳奕迅 – 如果這一秒鐘你跟我講你不愛我 - 陳奕迅 – 貝多芬與我 - 陳慧琳 – 等不到的人 | - 陳慧琳、雷頌德 – 渾身是愛 - 彭 羚 – 給我愛過的男孩們 - 彭 羚 – 不可愛的時候 - 楊千嬅 – 啫喱 - 楊千嬅 – 有發生過 - 楊千嬅 – 新世紀福音戰士 - 楊千嬅 – 零號 - 鄭伊健 – 不如一同回家 - 鄭秀文 – 月亮星座 - 鄭秀文 – Arigatou - 黎明 – 珍惜 - 謝霆鋒 – 正義大朋友 - 蘇永康 – 我女人 - 蘇志威、劉小慧 – 愛得小心 |

#### 2000年（52首）
| - 古天樂 – 夾心威化 - 古巨基 – 跳飛機 - 谷祖琳 – 承受 - 張柏芝 – Say U Love Me - 梁漢文 – PG家長指引 - 梁漢文 – 一次就夠 - 梁漢文 – 我的命運 - 梁漢文 – 鳥 - 梅艷芳 – 我很快樂 - 梅艷芳 – 笑 - 梅艷芳 – 愛的教育 - 梅艷芳 – 全日凶 - 梅艷芳 – 牀呀! 牀! - 莫文蔚 – 北極光 - 莫文蔚 – 婦女新知 - 許志安 – 你是我的世界 - 許志安 – 順路不順路 - 許志安、車婉婉 – 會過去的 - 陳奕迅 – 送院途中 - 陳奕迅 – 美麗有罪 - 陳奕迅 – 打得火熱 - 陳奕迅 – 低等動物 - 陳奕迅 – 吹微風 - 陳奕迅 – 溫室效應 - 陳奕迅 – 活躍症 - 陳奕迅 – 下週同樣時間（再見） | - 陳慧琳 – 星期五檔案 - 陳曉東 – 你是一幅畫 - 彭海桐 – 好好想想你 - 彭 羚 – 無人駕駛 - 彭 羚 – 謝謝你的舊情人 - 彭 羚 – 夢見的歌 - 彭 羚、黃耀明 – 漩渦 - 黃耀明 – 我這麼容易愛人 - 黃耀明 – 迷戀荷爾蒙 - 楊千嬅 – 可人兒 - 楊千嬅 – 內有惡女 - 楊千嬅 – 離題萬丈 - 葉佩雯 – 派（π=3.1416……） - 趙學而 – 未 - 鄭伊健 – Bad Boy - 鄭秀文 – Ladies First - 鄭秀文 – 如果我們不再見 - 鄭秀文 – 珠光寶氣 - 鄭秀文 – 如何掉眼淚 - 鄭秀文 – 請付入場費 - 鄭秀文 – 地下室 - 謝霆鋒 – 對牛彈琴 - 謝霆鋒 – 殘酷愛情實錄 - 謝霆鋒 – 最後審判 - 蘇永康 – 身外物 - 蘇永康 – 眉來眼去 |

#### 2001年（102首）
| - Swing – 大大公司 - Swing – 帝國大廈 - Twins – 快熟時代 - Twins – 明愛暗戀補習社 - Twins – 愛情當入樽 - Twins – 學生手冊 - Twins – 有所不知 - VRF – 侍衛 - 小 雪 – 菩薩 - 小 雪 – 最新作品 - 王 菲 – 女皇的新衣 - 北 極 – 我和寂寞的戰爭 - 古天樂 – 寂寞大盜 - 古巨基 – 毫無保留 - 古巨基 – 有少少愛 - 古巨基 – 曇花 - 古巨基 – Happy Birthday 2U - 何嘉莉 – 過來人 - 何韻詩 – 光榮之家 - 何韻詩 – 千千萬萬個我 - 何韻詩 – 無賴 - 何韻詩 – 神經痛（與何秀萍合填） - 何韻詩 – 迷你與我 - 李克勤 – 弦外之音 - 李克勤 – 傷寒 - 李彩樺 – 送你一程 - 車婉婉 – 不必剎掣 - 林心如 – 趴啦趴嗱 - 容祖兒 – 痛愛 - 容祖兒 – 故弄玄虛 - 容祖兒 – 隆重登場 - 容祖兒 – R U Ready 4 Me? - 恭碩良 – 喺你嗰度 - 恭碩良 – 無地自容 - 高晨維 – 空中飛人 - 張栢芝 – 不相愛的好處 - 張栢芝 – 免費試聽 - 張栢芝 – 他不配愛我 - 張栢芝 – 再聯絡 - 張學友 – 失戀事小 - 梁詠琪 – 他喜歡的是你 - 梁詠琪 – 氣流 - 梁詠琪 – 喜劇收場 - 梁漢文 – 掯 - 梁漢文 – 呼吸困難 - 梁漢文 – 快歌 - 梁漢文 – 慢歌 - 梁漢文 – 默片 - 許志安 – 眼前一亮 - 許志安 – 及時趕到 - 郭富城 – 跳舞大王 | - 陳小春 – 犯賤 - 陳司翰 – 18/22 - 陳司翰 – 愛與和平 - 陳司翰 – 男孩像我 - 陳奕迅 – Shall We Dance - 陳奕迅 – 2001太空漫遊 - 陳奕迅 – 單車 - 陳奕迅 – 阿士匹靈 - 陳奕迅 – 衝口而出 - 陳奕迅 – 大開眼戒 - 陳奕迅 – 我不好愛 - 陳奕迅 – 熱帶雨林 - 陳奕迅 – 人工智能 - 陳奕迅 – 結束開始 - 陳奕迅 – 活著多好 - 陳奕迅 – 他一個人 - 陳奕迅 – 不知所謂 - 陳奕迅 – 低等動物（國） - 陳慧珊 – 不是我的 - 陳慧琳 – 希治閣劇場 - 陳慧琳 – 我們都是這樣初戀的 - 陳慧琳 – Ask - 傅珮嘉 – 刀鋸美人 - 彭海桐 – 千載難逢 - 彭 羚 – 美人駕到 - 彭 羚 – 上帝是女人? - 彭 羚 – 我的 - 彭 羚 – 忽然沒有了 - 彭 羚 – 巴黎的來信 - 彭 羚 – 你未講過 - 彭 羚 – 幽靈 - 黃子華 – 愛莫能助 - 楊千嬅 – 野孩子 - 楊千嬅 – 亂唱的歌 - 鄭伊健 – 最高收視 - 鄭伊健 – 你知幾多 - 鄭秀文 – 螢光粉紅 - 鄭秀文 – She's a Lady - 鄭秀文 – 人間定格 - 鄭秀文 – 艷遇 - 鄭秀文 – 我好感動 - 鄧健泓 – 直上 - 黎明 – 喜 - 黎 明 – 你很愛我 - 謝霆鋒 – 天下不亂 - 謝霆鋒 – 黑夜馬戲團 - 謝霆鋒 – 孔雀 - 謝霆鋒 – 金剛 - 蘇永康 – 今晚祝你做個好夢 - 蘇永康 – 循環錄音帶 - 蘇永康 – 今晚祝你做個好夢（鋼琴版） |

#### 2002年（105首）
| - Cookies – 心急人上 - Cookies – 紅組加油!! - Cookies – 曲奇自助餐 - Cookies – 宇宙最強 - Cookies – 曲奇聖誕歌 - Cookies – 最後一塊 - Kary@Cookies – 認住我 - Stephy@Cookies – 不要離我太遠 - Shine – 祖與占 - Shine – 一一 - Shine – 燕尾蝶 - Shine – 去吧! 旺角揸Fit人! - Shine – 盜日者 - Shine – SuperStar - Shine – 18相送 - Shine – 伊利莎伯太遲來（徐天佑獨唱） - Shine Feat. Cookies – 午夜快車 - Twins – 大浪漫主義 - Twins – 澀谷車站見 - Twins – 二人世界盃 - Twins – 發夢見到你 - Twins – 活動教學 - Twins – 高手看招 - Twins – 人比人 - Twins – 你是我的UFO - Twins – 百試不厭 - 丁菲飛 – 一個人的聖經 - 方力申 – 守護神 - 何韻詩 – 未來 - 何韻詩 – 水花四濺 - 何韻詩 – 天使藍 - 何韻詩 – 露絲瑪莉 - 何韻詩 – Shampoo - 何韻詩 – 喜歡喜歡你 - 何韻詩 – écoutez-moi - 何韻詩 – 再見…露絲瑪莉 - 何韻詩、Shine – 勁愛你 - 李克勤 – 信心保證 - 李克勤 – 我愛聖羅蘭 - 李彩樺 – 你唔愛我啦 - 林憶蓮 – Diva - 林憶蓮 – 日與夜 - 林憶蓮 – 我們都愛 - 容祖兒 – 一面之緣 - 容祖兒 – 早有預謀 - 容祖兒 – 電我 - 張栢芝 – 情人不會忘記 - 張燊悅 – 委曲求存 - 張燊悅 – 你算愛我 - 張鎧潼 – 超友誼小姐 - 梁詠琪 – 我住7樓A - 梁詠琪 – 你救哪一個 | - 梁詠琪 – 高妹正傳 - 梁詠琪 – 咖啡伴侶 - 梁詠琪 – 蒂凡尼早餐 - 梅艷芳、張國榮 – 芳華絕代 - 梅艷芳、許志安 – 先謊夜談 - 梅艷芳、黃耀明 – 約會 - 許志安 – 迷魂索 - 郭羨妮 – 盲目支持 - 陳小春 – 不歡而散 - 陳小春 – 一句到尾 - 陳小春 – 至高無上 - 陳小春 – 失戀王 - 陳司翰 – 旋轉門 - 陳司翰 – 窗 - 陳見飛 – 小意外 - 陳冠希 – 討厭愛迪生 - 陳奕迅 – 隨意門 - 陳奕迅 – 1874 - 陳奕迅 – 防不勝防 - 陳奕迅 – 兩名男子街頭相遇 - 陳奕迅 – 黑面 - 陳慧琳 – 如果我們在戀愛 - 陳慧琳 – 冰室 - 陳慧琳 – 更愛 - 陳慧琳 – 最佳位置 - 陳曉東 – 無人城市 - 陳曉東 – 淡然一週 - 麥浚龍 – 有人 - 麥浚龍 – 平安夜 - 彭 羚 – 上海寶貝 - 彭 羚 – 若無其事 - 黃家強 – 信則有 - 黃耀明、張國榮 – 這麼遠 那麼近 - 楊千嬅 – 勇 - 楊千嬅 – Mr. - 楊千嬅 – 一個人的童話 - 楊千嬅 – 可惜我是水瓶座 - 楊千嬅 – 給．香港小姐 - 楊千嬅、李彩樺、方皓玟 – What We Want - 葉德嫻 – 如果沒有你 - 劉德華 – 自然定律 - 鄧健泓 – 叫飛機 - 黎瑞恩、Vani、杜雯惠、羅敏莊 – 一人有一個理想 - 盧巧音 – 好心分手 - 謝霆鋒 – 你看我看你 - 謝霆鋒 – 對付我 - 謝霆鋒 – 呆滯 - 謝霆鋒 – 巴斯光年 - 謝霆鋒、陳奕迅 – 細路 - 蘇永康 – 我愛溫黛 - 蘇永康 – 情歌 - 蘇永康 – 智慧齒 - 蘇永康 – 廉價情歌 |

#### 2003年（99首）
| - Boy'z – 跟蹤妳 - Boy'z – 不請自來 - Beyond – 抗戰二十年 - Shine – 半成年 - Shine – 簡單而隆重（Feat. 黃又南） - Shine – 曼谷瑪利亞 - Shine – 雪櫃 - Shine – 簡單而隆重（Feat. 徐天佑） - Shine – 尋金熱 - Shine – 炭 - Shine – 兩個龍捲風 - Shine – 人人超人 - Twins – 你最紅 - Twins – 多謝失戀 - Twins – 千金 - Twins – 女朋友 - Twins – 下一站天后 - Twins – 你講你愛我 - Twins – 朋友的愛 - Twins – 高溫瑜伽 - Twins – Beautiful Day - Twins – 零4好玩 - 方力申 – 繼續游 - 余文樂 – 失戀博物館 - 余文樂 – 司機 - 李克勤 – 兒女私情 - 李克勤 – 好人一個 - 李克勤 – 我不會唱歌 - 李克勤 – 冬暖夏涼 - 李克勤 – 包容 - 李克勤、譚詠麟 – 嗱嗱聲 - 李克勤、譚詠麟 – 仰慕者 - 李蘢怡 – 的確涼 - 何韻詩 – 兄弟 - 何韻詩 – 我找到了 - 何韻詩 – 有得做 - 何韻詩 – 絕對 - 何韻詩 – 愛人尋味 - 何韻詩 – 愛死你 - 何韻詩 – 懶 - 何韻詩 – 我是芭比 - 何韻詩 – 沙 - 何韻詩 – 迪里斯的婚禮 - 吳浩康 – 先入為主 - 林嘉欣 – 六樓后座 - 容祖兒 – 心淡 - 容祖兒 – Honey！ - 容祖兒 – 我的驕傲 - 容祖兒 – Show Up！ - 容祖兒 – 派對機器 | - 容祖兒 – 遲鈍 - 張智成 – 傷心換日線 - 張智霖 – 未婚妻 - 許志安 – 服務第一 - 許志安 – 今年沒聖誕 - 郭富城 – 水手裝與機關槍 - 郭富城 – 砌你 - 郭富城 – MJ - 陳小春 – 啼笑姻緣 - 陳冠希 – Number Nine - 陳奕迅 – 幸災樂禍 - 陳奕迅 – KATRINA - 陳奕迅 – 十面埋伏 - 陳奕迅 – 忘記歌詞 - 陳奕迅 – Last Order - 陳慧琳 – 愛 - 陳慧琳 – 嫁妝 - 陳慧琳 – 山頂嘅朋友 - 麥浚龍 – 沒有人 - 麥浚龍 – 橫掃 - 麥浚龍 – 我的失戀女皇 - 黃伊汶 – 保持笑容 - 黃凱芹 – 無人島 - 黃耀明 – 美得淒涼 - 黃耀明 – 新浪漫 - 黃耀明 Feat. 林憶蓮 – 下落不明 - 楊千嬅 – 龍爭虎鬥 - 楊千嬅 – 稀客 - 楊千嬅 – 魂斷威尼斯 - 楊千嬅 – 咬唇 - 楊千嬅 – 自由行 - 葉文輝 – 溫柔香 - 葉文輝 – 夜半歌聲 - 趙頌茹 – 失戀心情好 - 劉德華 – 魚尾紋 - 鄭希怡 – Ha？ - 鄭秀文 – 大暴走 - 鄭秀文 – 仙樂都 - 鄭 融 – 嬲爆爆 - 盧巧音 – 戀愛很遠 - 盧巧音 – 三角誌 - 盧巧音 – 音樂人民 - 盧巧音 – 落地開花 - 盧巧音 – 命犯桃花 - 盧巧音 – 落地開花（Celtic X'mas Mix） - 薛凱琪 – XBF - 謝霆鋒 – 告密者 - 關心妍 – 拖男帶女 - 蘇永康 – 尾班電車 |

#### 2004年（112首）
| - 2R – 我們的合唱歌 - Cookies – 汽車酒店 - Eric Kwok – 生日快樂 - S.H.E – Never Mind - Shine – 坦克車 - Shine – 舊生會旅行 - Twins – 兩個好 - Twins – Gimme 5 - Twins – 雙失情人節 - Twins – 約會自己 - Twins – 施比受 - Twins – 07奧運 - Twins – 安全感 - Twins – 精選 - Twins – 冬令時間 - Twins、Boy'z、梁洛施 – 超時空接觸 - 何韻詩 – 艷光四射 - 何韻詩 – 如無意外 - 吳浩康 – 棋王 - 吳浩康 – 洗剪吹 - 吳浩康 – 擇日失戀 - 李克勤 – 六呎風雲 - 李克勤 – 吻別的位置 - 李克勤 – 嘭門 - 李克勤 – 勤仔 - 李克勤 – 你不會唱歌 - 李克勤 – 101次求婚 - 李克勤 – 那個應該是我 - 李克勤 – 夠鐘食藥 - 李克勤 – 初戀十一歲 - 李克勤 – 世界末日的早上 - 李克勤 – 開學禮 - 李克勤 – 聽傷口說話 - 周國賢 – 地下街 - 周國賢 – 目黑 - 周國賢、薛凱琪 – 目黑 - 周麗淇 – 你面紅 - 官恩娜 – 地平線 - 官恩娜 – 可以幾愛 - 林子祥 – 美而廉 - 林嘉欣 – 爽快 - 容祖兒 – 夢路 - 容祖兒 – 最後勝利 - 容祖兒 – 借過 - 容祖兒 – 世上只有 - 容祖兒 – 16號愛人 - 容祖兒 – 紅牌出場 - 容祖兒 – 分身術 - 容祖兒 – 男朋友與歌 - 容祖兒 – 心病 - 容祖兒 – Chihuahua - 張衛健 – 大獎 - 張學友 – 燥狂 - 梁漢文 – 艦隊 - 梁漢文 – 大將 - 梁漢文 – 最悲哀的事 | - 許志安 – 明天請早 - 許志安 – 學行 - 許志安 – 我兒 - 許志安 Feat. 葉德嫻 – 美中不足 - 郭富城 – 夏意識 - 陳小春 – 相依為命 - 陳小春 – 分流 - 陳小春 – 萬歲 - 陳冠希 – 尼古丁 - 陳慧琳 – 前所未見 - 陳慧琳 – Phone殺令 - 陳慧琳 – 閣樓 - 陳慧琳 – Kelly Bag - 陳慧琳 – 鞋呀！鞋！ - 陳慧琳 – 對不起不是你 - 陳慧琳 – 郵票 - 陳慧琳 – 紙醉金迷 - 陳慧琳 – 紅絲帶 - 陳慧琳 – 輻射 - 麥浚龍 – 我有時覺得 - 麥浚龍 – 耿耿於懷 - 黃 馨 – 先知 - 黃 馨 – 別走 - 黃 馨、陳小春 – 停電 - 楊千嬅 – 開大 - 楊千嬅 – 吵我 - 楊千嬅 – 煉金術 - 楊千嬅 – 真愛開玩笑 - 楊千嬅 – 傻仔 - 達明一派 – 寂寞的人有福了 - 趙頌茹 – 同情心 - 趙頌茹 – 柚子 - 劉浩龍 – 舊人 - 劉浩龍 – 師兄 - 劉浩龍 – 緋聞男友 - 劉浩龍 – To Robbie - 鄭中基 – Beautiful People - 鄭伊健 – 心照 - 鄭伊健 – 別讓我見到他 - 鄭希怡 – 黑名單 - 鄭秀文 – 調情 - 鄭秀文 – 偷聽器 - 鄧健泓 – 你咪當我傻 - 鄧健泓、蘇永康 – 怕咗你 - 黎 明 – 什麼 - 黎 明 – 會笑會哭 - 黎 明 – 少數 - 黎 明 – 一言為定 - 黎 明 – 情歸於盡 - 黎 明 – 為了對你更想念 - 黎 明 – 愛瘋了 - 蕭正楠 – 假如我是假的 - 薛凱琪 – 奇洛李維斯回信 - 薛凱琪 – 冬眠 - 薛凱琪 – 南瓜車 - 薛凱琪 Feat. 郭富城 – 奇洛李維斯（真的回信了） |

#### 2005年（78首）
| - at17 – 又美麗又可愛 - Shine、何韻詩、陳冠希 – 來勢洶洶 - Twins – 兩星期 - Twins – 一時無兩 - Twins – 幼稚園 - Twins – 德州的故事 - 方力申 – 我們不是朋友 - 方力申 – 石像 - 何韻詩 – 你是八十年代 - 何韻詩 – 明目張膽 - 何韻詩 – 化蝶 - 何韻詩 – 不是吟詩的時候 - 何韻詩 – 長不大 - 何韻詩 – 汽水樽裡的咖啡 - 何韻詩 – 十八相送 - 何韻詩 – 勞斯．萊斯 - 何韻詩 – 有人跟蹤我 - 何韻詩 – 做好準備 - 何韻詩 – 樓台會 - 何韻詩 – 圓滿 - 吳日言 – 8個吻 - 吳浩康 – 消化不良 - 周國賢 – 極樂 - 周國賢 – 漢城沉沒了 - 周麗淇 – 可惜他有女朋友 - 周麗淇 – 要風得風 - 周麗淇 – 明天我要嫁給誰 - 官恩娜 – 暗戀航空 - 容祖兒 – 明日恩典 - 容祖兒 – 呼天不應 - 容祖兒 – 好事多為 - 容祖兒 – 還未 - 容祖兒、李克勤 – 刻不容緩 - 側 田 – 我不是好人 - 側 田 – 命硬 - 側 田 – 冰淇淋之味 - 梁靖琪 – 我們仨 - 許志安 – 大風吹 - 許志安 – 水晶燈 | - 許志安 – 第一回合 - 許志安 – 講也不要講 - 郭芯其 – 蛋白質情人 - 陳小春 – 風流 - 陳奕迅 – 浮誇 - 陳奕迅 – 葡萄成熟時 - 陳奕迅 – 三個人的探戈 - 陳奕迅 – 不良嗜好 - 陳奕迅 – 怕死 - 陳奕迅 – 新美人主義 - 陳奕迅 – 聽聽 - 陳苑淇 – 瞬間看地球 - 陳慧琳 – 放 - 麥浚龍 – 濛 - 楊千嬅 – 超齡 - 楊千嬅 – 我等我在 - 楊千嬅 – 扭到十 - 楊千嬅 – 風采依然 - 葉宇澄 – 玩具兵 - 達明一派 – 達明一派對 - 達明一派 – 六月和十二月 - 達明一派 – 排名不分先後左右忠奸（有潮有唔潮） - 劉浩龍 – Shut Up Baby - 劉浩龍 – 星星 - 鄭希怡 – 阿拉伯市場 - 鄭 融 – Gugo是我好朋友 - 應昌佑 – 逢星期四 - 應昌佑 – 是我不好 - 薛凱琪 – 男孩像你 - 薛凱琪 – 拒絕畢彼特 - 薛凱琪 – 我想留低 - 薛凱琪 – 有隻雀仔 - 薛凱琪 – 尋找獨角獸 - 薛凱琪 – 水 - 謝霆鋒 – 恐龍化石 - 謝霆鋒 – 塞車 - 謝霆鋒 – 不幸的人 - 關心妍 – 來者不拒 - 關淑怡 – 關於我 |

#### 2006年（49首）
| - EO2 – 手忙腳亂 - Shine – 鼎鼎大名 - Shine – 俗 - Twins – 熱浪假期 - Twins – 我決定走了 - Zarahn – 搖滾小學 - 何超儀 – 自衛術 - 何超儀 – 地獄廚房 - 何韻詩 – 花見 - 何韻詩 – 願我可以學會放低你 - 何韻詩 – 夜半敲門 - 何韻詩 – 光明會 - 何韻詩 – 嘆息橋 - 李克勤 – Paris Hilton - 李克勤 – 九龍皇后 - 李蕙敏 – 好結果 - 周華健 – 言之尚早 - 林海峰 – 粒粒 - 泳 兒 – 告白 - 容祖兒 – 流淚眼望流淚眼 - 容祖兒 – 最後的茱麗葉 - 容祖兒 – 情歌的情歌 - 容祖兒 – 華麗邂逅 - 容祖兒 – 黃色大門 | - 側 田 – 得來不易 - 許懷欣 – 禪 - 陳奕迅 – 低調 - 陳奕迅 – 人車誌 - 陳奕迅 – 最佳損友 - 陳奕迅 – 暴殄天物 - 陳奕迅 – 落花流水 - 陳奕迅 – 裙下之臣 - 陳奕迅 – 最後的嬉皮士 - 陳奕迅 – 解藥 - 陳慧琳 – 面紅 - 麥浚龍 – 成魔之路 - 麥浚龍 – Poor U - 葉宇澄 – 祝我永遠失戀 - 葉佩雯 – 死物它 - 葉佩雯 – 招搖 - 劉浩龍 – 記得 - 劉浩龍 – 滄海遺珠 - 劉浩龍、謝安琪 – 滄海遺珠 - 薛凱琪 – 爭 - 薛凱琪 – 給十年後的我 - 謝安琪 – 節外生枝 - 藍奕邦 – 善忘 - 關淑怡 – 進化論 - 關楚耀 – 飄忽小姐 |

#### 2007年（32首）
| - Pixel Toy – 喔噢 - Twins – 愛情突擊 - Zarahn – 怪誕城之夜 - 方力申 – 壞的好情人 - 方力申 – 有無 - 何韻詩 – 幽默感 - 何韻詩 – 好奇心殺死貓 - 何韻詩 – 木紋 - 何韻詩 – 紅屋頂 - 何韻詩、鄭秀文 – 劍雪 - 李克勤 – 紙婚 - 泳 兒 – 純情有罪 - 容祖兒 – 逃 - 容祖兒 – 螢 - 容祖兒 – Lucky Star - 張繼聰 – 白鳥 | - 梁漢文 – 註定 - 陳奕迅 – 滑鐵盧車站 - 陳奕迅 – Crying In The Party - 麥浚龍 – 惡搞之物 - 麥浚龍 – 市民之光 - 麥浚龍 – 成仙之路 - 麥浚龍 – 左面 - 麥浚龍 – Unhappy Hour - 麥浚龍、何韻詩 – 第三身 - 麥浚龍、草 蜢 – 亥時出世 - 葉佩雯 – 太多 - 薛凱琪 – 下次下次 - 薛凱琪 – 樓梯轉角 - 謝安琪 – 3/8 - 謝安琪 – 神奇女俠的退休生活 - 關智斌 – 代表作 |

#### 2008年（33首）
| - at17 – 馬雅民歌 - 何韻詩 – 韻律泳 - 何韻詩 – 滿 地 可 - 何韻詩 – 青山黛瑪 - 何韻詩 – 查理淑儀 - 何韻詩 – 少年維特 - 何韻詩 – 美空雲雀 - 周柏豪、鄭 融 – 一事無成 - 官恩娜 – 千帆 - 洪卓立 – 男孩看見野玫瑰 - 孫耀威 – 西太后 - 容祖兒 – 跑步機上 - 容祖兒 – 28個我 - 陳奕迅 – 土星環 - 陳奕迅 – 後台 - 陳偉霆 – Great Time - 陳慧琳 – 抱歉柯德莉夏萍 | - 麥浚龍 – 吃鯨魚的人 - 麥浚龍 Feat. 軟硬天師 – 林民龍 - 黃耀明 – 親愛的瑪嘉烈 - 許冠傑、劉德華、李克勤、古巨基、陳奕迅、容祖兒 – 此時此歌 - 劉美君 – 私人補習 - 劉浩龍 – 大花面 - 薛凱琪 – 甜蜜蜜 - 薛凱琪 Feat. 梁祖堯 – 甜蜜蜜（duet） - 謝安琪 – 囍帖街 - 謝安琪 – 港女的幸福星期日 - 關楚耀 – 悲哀代言人 - 蘇永康 – 你是我的藥 - 蘇永康 – So I Say - 蘇永康 – 黑色禮服 - 蘇永康 – 伴變 - 蘇永康 – 蒲界耶穌 |

#### 2009年（36首）
| - at17 – 火奴魯魯 - at17 – 窮得只有愛 - Big Four – Big Four - Soler – 毒 - Swing – 麵包生命 - 王菀之 – 低科技之歌 - 王菀之 – 小團圓 - 何韻詩 – 舊約 - 何韻詩 – 飛簷 - 何韻詩 – 惹火 - 何韻詩 – 狂草 - 何韻詩 – 冰心 - 何韻詩 – 面書 - 何韻詩 – 可可 - 何韻詩 – 妮歌 - 何韻詩 – 金剛經 - 吳雨霏 – 愛德華時代 - 周柏豪 – 報告總司令 | - 林宥嘉 – 看見什麼吃什麼 - 林宥嘉 – 唐人街 - 林 峯 – Let's Get Wet - 泳 兒 – 一撇 - 容祖兒 – 雙冠軍 - 容祖兒 – 桃色冒險 - 張智霖 – 骨膠原 - 張智霖、HotCha – 情愛現代事故 - 莫鎮賢 – 早去早回 - 陳志雲 – 時光盛宴 - 陳奕迅 – 沙龍 - 陳奕迅 – 謀情害命 - 陳奕迅 – 無人之境 - 鄭伊健 – 新歌 - 鄭秀文 – 叮叮噹 - 鄭秀文、24味 – 罪與罰 - 薛凱琪 – 微笑殺人事件 - 謝安琪 – 年度之歌 |

#### 2010年（26首）
| - Big Four – 愛莫能助 - Swing – 7 - 王菀之 – 開籠雀 - 王菀之 – 畫外音 - 王菀之 – 最好的 - 王菀之、張敬軒 – 高八度（與林寶合填） - 王菀之、梁祖堯、湯駿業 – 歌舞劇 - 何韻詩 – 詩與胡說 - 何韻詩 – 鋼鐵是怎樣煉成的 - 李克勤 – 再見 - 官恩娜 – 殘念 - 容祖兒 – 世界小姐 - 容祖兒 – 一直看見天使 | - 容祖兒 – 空港 - 容祖兒 – 破相 - 容祖兒 – 綠野仙 - 張敬軒 – Deadline - 張敬軒 – 井 - 陳奕迅 – 陀飛輪 - 陳奕迅 – 心腹 - 陳奕迅 – 味之素 - 陳偉霆、鍾欣桐 – 什麼是潮流 - 麥浚龍 – 紙箱國 - 湯駿業 – 推銷員之死（與李端嫻合填） - 衛 蘭 – 愛在天地動搖時 - 衛 蘭 – 溫差 |

#### 2011年（16首）
| - Swing – 那邊見 - 王菀之 – 末日 - 何韻詩 – 拋磚引玉 - 何韻詩 – 癡情司 - 林宥嘉 – 自然醒 - 容祖兒 – 13點 - 容祖兒 – 花千樹 - 容祖兒 – 牆紙 | - 陳奕迅 – 苦瓜 - 陳奕迅 – 那些讓你死去活來的女孩 - 黃耀明 – 小心許願 - 鄭伊健 – Beautiful Day - 薛凱琪 – 除下吊帶前 - 蘇永康 – 那誰 - 蘇永康 – 別將音量收細 - 蘇永康 – 春去也 |

#### 2012年（11首）
| - Big Four – 大家利事 - C AllStar – 少數 - Shine - 第二春 - Shine - Shine - 容祖兒 – 充電器 - 梁漢文 – 正氣歌 | - 陳奕迅 – 重口味 - 麥浚龍、關淑怡 – 鎖骨 - 劉浩龍 – 髒話阿七 - 劉浩龍 – 爛命鴛鴦 - 薛凱琪 – 冷笑話 |

#### 2013年（15首）
| - C AllStar – 薄情歌 - 王菀之 – 皇餐廳 - 田馥甄 – 这个人已经与我无关 - 何韻詩 – 月移花影動 - 李克勤 – 紙牌屋 - 李克勤 – 生活大爆炸 - 容祖兒 – 小日子 - 容祖兒 – 天窗 | - 容祖兒 – 另眼相看 - 容祖兒、周柏豪 – 天窗（合唱版） - 許志安 – 情人甲 - 許志安、衛蘭 – 情人甲（合唱版） - 鄭伊健、陈小春、謝天華、錢嘉樂、林曉峰 - 消失的光陰（与陳詠謙合填） - 鄭秀文 – 荒漠甘泉 - 鄭 融 – 爆 - 薛凱琪 – 諸葛亮 |

#### 2014年（26首）
| - A-Lin – Gentlewoman - Shine – 街口有落 - 王菀之 – 天堂有路 - 李克勤 – 無朋友 - 李克勤 – 北京北角 - 李榮浩 – 喜劇之王 - 李蕙敏 – 銷魂 - 林欣彤 – 食物鏈 - 容祖兒 – 布穀鳥大反擊 - 容祖兒 – 天然呆 - 容祖兒 – 樂觀 - 徐佳瑩 – 糖果粉碎者 - 草 蜢 – 我要跳舞 | - 張智霖 – 義氣仔女 - 張敬軒 – 青春常駐 - 許志安 – 新天地 - 連詩雅 – 水星逆行 - 黃耀明 – 目的地 - 劉浩龍 – 說明書 - 蔡依林 – 電話皇后 - 蔡依林、安室奈美惠 – I'm Not Yours - 鄭希怡 – 花球寄語 - 鄭秀文 – Bang Bang Bang - 謝安琪 – 家明 - 蘇永康 – 每日一初戀 - 薛凱琪 – 給十年前的我 |

#### 2015年（35首）
| - C AllStar – 紅館夢 - RubberBand – 挾持 - Twins – 虛齡時代 - 王菀之 – 小手術 - 吳國敬 – 你卻叫我更快樂 - 呂 方 – 偶像荒 - 李榮浩 – 不將就（與李榮浩合填） - 李榮浩 – 野生動物 - 周柏豪 – 相安無事 - 周柏豪 – 磨牙 - 周國賢 – 我們都不是無辜的 - 周筆暢 – 翻白眼 - 周筆暢 – 愚公移山 - 容祖兒 – 飄紅 - 容祖兒、李克勤 – 世界真細小 - 恭碩良 – 我在機場等船 - 許志安 – 你的秀 - 許廷鏗 – 仁至義盡 | - 陳嘉樺 – 你正常嗎？ - 陳慧琳 – 其後 - 麥浚龍 – 念念不忘 - 麥浚龍 – 睡前服 - 麥浚龍 – 單魚座 - 麥浚龍 Feat. 周國賢 – 雷克雅未克 - 麥浚龍、莫文蔚 – 瑕疵 - 麥浚龍、謝安琪 – 羅生門 - 楊千嬅 – 最好的債 - 鄭欣宜 – 你瘦夠了嗎？ - 鄭欣宜 Feat. Supper Moment – 分手是常識吧 - 鄭 融 – 興趣班 - 鄧麗欣、方力申 – 同屋主 - 盧巧音 – 哲學家 - 盧凱彤 – 廿九歲的遺書 - 薛凱琪 – 所有下雨天 - 關心妍 – 人生銀行 |

#### 2016年（38首）
| - C AllStar – 專業失戀30年 - C AllStar – 聲音騷了 - C AllStar – 兄兄我我 - Twins - 不愛之恩 - Twins - 就說我們都是華麗的單身族 - 五月天 – Do You Ever Shine？（中文版） - 王菀之 – 該死的快樂 - 何韻詩 – 親愛的黑色 - 吳業坤 – 百姓 - 李宇春 – 合理哀傷 - 李宇春 – 野蠻生長 - 李克勤 – 一個都不能少 - 李榮浩 – 不說 - 周國賢 – 今生不回家 - 林宥嘉 – 天真有邪 - 林宥嘉 – 壞與更壞 - 林海峰 – 逆時代曲 - 容祖兒 – 我好得閒 - 容祖兒 – 無人知道雙子座 | - 徐天佑 – 史上最遠離家出走 - 草 蜢 – 上天關了一扇門 - 陳卓伶 – 聲音經過特別處理 - 張敬軒 – 羅賓 - 張敬軒 – 不同班同學 - 張敬軒、王菀之 – 友誼的小船 - 梁詠琪 – B面第一首 - 梁靜茹 – 不翼而飛 - 傅又宣 – (我們的)鬼故事 - 劉浩龍 – 第三條跑道 - 鄭秀文 – 犀利 - 鄭欣宜 – 女神 - 鄭欣宜 – 懶人包 - 鄭 融 – 親熱 - 薛凱琪 – 十年後的我 - 謝安琪 – 山林道 - 鍾舒祺 – 免責條款 - 鍾舒漫 – 這首歌的名字是秘密 - 家家 – 愛人的自我修養 |

#### 2017年（31首）
| - at17 – Girls Girls Girls - C AllStar – 一刻戀上 - C AllStar – 有幾何 - CF@C AllStar – 別消失 - J.Arie - 無神論 - Jase@C AllStar – Take Your Time - Josie & The Uni Boys – 何飄移 - King@C AllStar – 出場序 - On@C AllStar – 煉獄健身室 - Super Girls - 女僕 - 五月天 – 春嬌救志明 - 楊千嬅 – 余春嬌 - 吳浩康 – 較早前錄影 - 吳業坤 – 孝順 - 李榮浩 – 裙姊（與李榮浩合填） - 周國賢 – 在天之靈 | - 周筆暢 – 七分鐘好女孩 七分鐘壞女孩 - 洪卓立 – 帶著骨灰去旅行 - 陳柏宇 – 磚頭 - 陳柏宇 – 行屍走肉 - 陳柏宇 – 閱後即焚 - 陳柏宇 – 霸氣情歌 - 陳美詩 – 我會照顧你 - 麥浚龍 – 人渣 - 麥浚龍 – 無恥(便無敵) - 衛 蘭 – 天敵 - 鄭欣宜 – 你是什麼時候開始不愛我的？ - 閻奕格 – 閻羅王 - 閻奕格 – 萬中無一 - 薛凱琪 – Don't Let It Go - 顏卓靈 – 惡女 |

#### 2018年（25首）
| - Shine – 老花前必做10件事 - Shine – 不怕 - 王菀之 – 沉默的士高 - 古天樂、謝安琪 –（一個男人）一個女人和浴室 - 吳浩康 – 階磚三 - 吳業坤 Feat. 田蕊妮 – 大女人主義 - 林二汶 – 愛情是一種法國甜品 - 洪卓立 – 週日司機 - 孫耀威 – 愛的故事(沒有下集) - 容祖兒 – 心之科學 - 容祖兒 – 亞亞亞 - 張敬軒 – 天才兒童1985 - 梁釗峰 – 月亮不代表我的心 | - 莫文蔚 – 不待續 - 傅珮嘉 – 絕望元年 - 湯駿業 – 孤兒體質 - 蔡依林 - 愛的羅曼死 - 鄧小巧 – 芭樂 - 鄧小巧 – 四大發明 - 鄧小巧 – 重陽 - 鄭欣宜 – 黑彩虹 - 鄭 融 – 氪氣石 - 黎瑞恩 – 剩下光年 - 謝安琪 – 一個女人和浴室 - 鍾舒漫 – 黑人問號 |

#### 2019年（20首）
| - 艾 粒 – 喪標的最後一夜 - 何韻詩 – 代你白頭 - 林宥嘉 – 少女 - 洪卓立 – 數寄屋橋次郎 - 容祖兒 – Pretty Crazy - 容祖兒 – 悲觀生物學 - 陳柏宇 – 金草莓 - 陳柏宇 – 七折 - 陳柏宇 – 爸爸的禮物 - 陳健安 – 在錯誤的宇宙尋找愛 | - 麥浚龍 – 情感的廢墟 - 麥浚龍 – 忘記和記 - 馮允謙 – 山旮旯 - 馮允謙 – 尋找白金漢 - 馮允謙 Feat. 黃淑蔓 – 尋找白金漢之You're My Buckingham - 鄧小巧 – 雲吞 - 鄧小巧 – 香檳女狼 - 鄭 融 – 13樓的大笨象 - 謝安琪 – 偷情的禮儀 - 蘇永康 – All That Jazz |

#### 2020年（19首）
| - A-Lin – 抱歉，我不抱歉 - Dear Jane – 銀河修理員 - Dear Jane – 哀的美敦書 - Dear Jane – 最後一間唱片舖 - 林欣彤 – 次元壁 - 林家謙 – 時光倒流一句話 - 容祖兒 – 東京人壽 - 梁釗峰 – 笑哈哈先生 - 麥浚龍 – 我在切爾諾貝爾 等你 - 麥浚龍、林嘉欣 – 字典與聖經 | - 衛 蘭 – 她整晚在寫信 - 衛 蘭 – 帶走你的垃圾 - 衛 蘭 – 低級趣味 - 鄭秀文 – 如何忍眼淚 - 鄭欣宜 – 小夜燈 - 黎 明 – 顧家（同居版） - 黎 明 – 顧家（已婚版） - 薛凱琪 – 南昌街王子 - 關智斌 – 乾爹 |

#### 2021年（23首）
| - Dear Jane – 聖馬利諾之心 - Dear Jane – 人類不宜飛行 - Gareth.T – 勁浪漫 超溫馨 - 呂爵安 – E先生 連環不幸事件 - 呂爵安 – 小諧星 - 吕爵安 – My Apple Pie - 呂爵安、邱鋒澤 – 一表人才 - 呂爵安、邱鋒澤 – 年青有為 - 林家謙 – 難道喜歡處女座 - 姜 濤 – Master Class - 張敬軒 – 俏郎君 - 莫文蔚 – 婦女新知2021 | - 馮允謙 – 思念即地獄 - 葉巧琳 – 難道我還未夠難 - 衛 蘭 – It's OK To Be Sad - 鄭欣宜 – 先哭為敬 - 鄭欣宜 – 最難行的路 - 鄭 融 – 多喝水 - 盧廣仲 – 勵志論 - 盧瀚霆 – Megahit - 薛凱琪 – 哥本哈根的另一個我 - 關心妍 – 腍 - 關心妍 – 原諒的力量 |

#### 2022年（26首）
| - 193 – 越州公路193 - CY陳宗澤 – 神經刀 - CY陳宗澤 – 滴滴金 - Dear Jane – 脫骹的華爾茲 - Dear Jane – 到底發生過什麼事 - ERROR – 愛情值日生 - ERROR – Never Come Back - JW王灝兒 – 納斯卡線 - MC張天賦 – 小心地滑 - MC張天賦 – 老派約會之必要 - MIRROR – WE ARE - 王菀之、Serrini – 誅神的黃昏 - 吳林峰 – 土撥鼠之日 | - 吳保錡 – 猥瑣 - 吳保錡 – 羅曼蒂克衰亡史 - 林家謙 – 邊一個發明了ENCORE - 梁詠琪、呂爵安、吳君如 – 辣到出汁 - 馮允謙 – 給缺席的人唱首歌 - 鄭欣宜 – 豐乳肥臀 - 鄭欣宜 – 我地 - 鄭欣宜 – 恐懼蠶食心靈 - 盧瀚霆 – 永順街39號 - 薛凱琪 – 月台上碰面 - 薛凱琪、麥浚龍 – 月球上碰面 - 應智越 – Cut! - 魏浚笙 – 第一個迷 |

#### 2023年（47首）
| - ANSONBEAN – 聰明豆 - CY陳宗澤 – 必要之惡 - Dear Jane – 懷舊金曲之夜 - Dear Jane – 浮床 - Dear Jane Feat. 八三夭 – 到底發生過什麼事（feat. 八三夭） - ERROR – 底隧道 - Gareth.T – 國際孤獨等級 - Gareth.T – 緊急聯絡人 - Gin Lee – Dum Dum - Gin Lee – 企好 - Gin Lee – 哭泣健康指南 - MC張天賦 – 世一 - MC張天賦 Feat. Kiri T – 世一 (不可一世) - MC張天賦、陳 蕾 - 永久損毀 - moon tang – 房屋供應問題 - Nowhere Boys – 票房毒藥 - ToNick – 記得梳頭 - Zpecial – Her - Zpecial – 島嶼時間囊 - 方皓玟 – It's Not Your Fault - 方皓玟 – 弄哭男孩子 - 王嘉儀 – 我們的鬼魂 - 呂爵安 – ChatMrE - 呂爵安 – E先生 愛人執照 | - 周國賢 Feat. 傅珮嘉 – 恐慌症 與 疑病之病 - 林家謙 – 萬一你是個好人 - 林宥嘉 – 垃圾寶貝 - 邱彥筒 – I'm Marf-elous - 姜 濤 – 岩巉 - 柳應廷 – 鹹魚遊戲 - 柳應廷 – JM單身9 - 洪嘉豪 – 只要你不尷尬 - 張敬軒 – 隱形遊樂場 - 張敬軒 – 青春告別式 - 張蔓姿 – 為民除害 - 陳卓賢 – 再見 寧靜海 - 陳泳伽 – 說好的未來 - 陳慧琳 – Season 2 - 傅珮嘉 Feat. 周國賢 – 幸福強迫症 - 傅珮嘉、周國賢 – 快快樂樂病下去 - 馮允謙 – 給你幸福 所以幸福 - 盧瀚霆 – 浪漫殺死巨蟹座 - 魏浚笙 – 遺忘了初心的我們 - 魏浚笙 – 失約巴黎 - 魏浚笙 – 我的世界地圖 - 麗 英 – (Not) The First Take - 麗 英 – 貓之報恩 |

#### 2024年（35首）
| - COLLAR – Chosen Family - Dear Jane – 多謝你自己 - Gareth.T – 偶像已死 - Gin Lee – 新牌仔 - Kiri T – 至少做一件離譜的事 - Lolly Talk – 數到十 - MC張天賦 – 小心碰頭 - MC張天賦 – 一百個未老先衰的方法 - moon tang – 趁你旅行時搬走 - Teddy Fan – 殺出鑽石山 - Twins – Maybe this is love - 方皓玟 – 神算 - 呂爵安 – 油麻地莎士比亞 - 呂爵安 – 純銀子彈 - 汪明荃 – Make My Day - 林奕匡 – 波希米亞（沒有）狂想曲 - 林奕匡、黃 妍、葉巧琳 – 藝術 與 科學 - 林 峯 – 我又戀愛了 | - 洪嘉豪 – 衰仔樂園 - 洪嘉豪、魏浚笙 – 我感覺到 - 容祖兒 – 九秒九 - 張蔓莎 – 細間始終你好 - 陳柏宇 Feat. milet - Cheat Day - 陳慧嫻 – 陪伴 - 麥浚龍 – 花臂 - 雲浩影 – 引我笑 - 馮允謙 – JAY FUNG儀態訓練學院 - 黃 妍 – 咖啡 鴛鴦 奶茶 - 黃健怡 – 我和愛麗絲絕交了 - 黃耀明 – 石沉大海 - 葉振弘 – 半途而廢手冊 - 盧瀚霆 – 深閨 - 盧瀚霆 Feat. 陳慧琳 – 深閨 - 魏浚笙 – 傢俬 - 魏浚笙 – 老積 |

#### 2025年（32首）
| - COLLAR – 暴走女團 - Dear Jane – 基本野 - Gareth.T – 你都不知道 自己有多好 - Gareth.T – 用背脊唱情歌 - Gordon Flanders – 全世界停電 第二年 - YUTA – 黎明教會我的事 - Zpecial – 其實最怕寫情歌 - 呂爵安 – 天天都是愚人節 - 呂爵安 – 離開伊甸園 - 林家謙 – 春日部 - 林 峯 – 怕悶的人 請舉手 - 林 峯 Feat. Gareth.T – Not Done With U - 泳 兒 – 無糖可樂 - 泳 兒 – 計劃書 - 洪卓立 – 重返彌敦道 - 柯驛誼 – 過期少女 | - 容祖兒 – 但你要甜 - 張天穎、陳樂頤、李凱翹@Beanies – 失戀（及其他災難） - 張蔓莎 – 你是可有可無的 - 張蔓莎 Feat. 胡子彤 – 你不是可有可無的 - 陳泳伽 – 今期不流行 - 陳柏宇 – 關於後悔 - 陳柏宇 Feat. Michael C – 「大丈夫」日記 - 馮允謙 – 吉卜力 - 雲浩影 – 你的損失 - 黃健怡 – 小人國 - 黃淑蔓 – 未至於 - 衛 蘭 – The Best Version Of Me - 盧瀚霆 – 你都有今日 - 應智越 Feat. JC陳詠桐 – i人情歌 - 魏浚笙 – 孤獨美食家 - 魏浚笙 – 白色踢死兔 |

#### 未出版
- 楊千嬅、李彩樺、方皓玟、蘇永康、方力申、鄧健泓 – Make Me Mad
- 方皓玟 – 你有車嗎
- 麥浚龍 – 無恥(便無敵)

### 其他作品
- 黃偉文 – 一塊蛋治(前節目「娛樂性騷擾」(2pm-4pm)第二代主題曲)
- 黃偉文、吳君如 – 娛樂性騷擾(前節目「娛樂性騷擾」(11pm-1am)第一代主題曲)
- 黃偉文、梅小惠 – 求其一個夢

### 「系列」歌詞
黃偉文喜愛將填詞作品串連成各種題材相關的系列，如下：
| 系列名稱                                    | 年分 | 歌手                                           | 歌曲                    | 象徵事物／備註                                                                                 | 收錄專輯                      |
| ------------------------------------------- | ---- | ---------------------------------------------- | ----------------------- | ---------------------------------------------------------------------------------------------- | ----------------------------- |
| 垃圾五部曲(暫時只推出四首) （與陳輝陽合作） | 1998 | 盧巧音                                         | 垃圾                    | 頹廢                                                                                           | 不需要…完美得可怕！           |
| 垃圾五部曲(暫時只推出四首) （與陳輝陽合作） | 1999 | 高雪嵐（傅珮嘉）                               | 絕                      | 絕望                                                                                           | 高雪嵐                        |
| 垃圾五部曲(暫時只推出四首) （與陳輝陽合作） | 2000 | 彭羚、黃耀明                                   | 漩渦                    | 罪惡感                                                                                         | 要多美麗有多美麗/光天化日     |
| 垃圾五部曲(暫時只推出四首) （與陳輝陽合作） | 2010 | 容祖兒                                         | 破相                    | 自卑                                                                                           | 空港                          |
| 悲情三部曲 （與雷頌德合作）                 | 2002 | 盧巧音                                         | 好心分手                |                                                                                                | 賞味人間                      |
| 悲情三部曲 （與雷頌德合作）                 | 2003 | 盧巧音                                         | 三角誌                  |                                                                                                | Candy's Airline               |
| 悲情三部曲 （與雷頌德合作）                 | 2003 | 盧巧音                                         | 落地開花                |                                                                                                | 花言巧語                      |
| 給最好的朋友                                | 2006 | 陳奕迅                                         | 最佳損友                |                                                                                                | Life Continues...             |
| 給最好的朋友                                | 2010 | 王菀之                                         | 最好的                  |                                                                                                | Cinema of Love                |
| 給最好的朋友                                | 2015 | 楊千嬅                                         | 最好的債                |                                                                                                | 如果大家都擁有海              |
| 新廣東歌運動 （與伍樂城合作）               | 2002 | 李彩樺                                         | 你唔愛我啦              | 1號                                                                                            | True Music Karaoke Hits Vol.2 |
| 新廣東歌運動 （與伍樂城合作）               | 2002 | 楊千嬅                                         | 傻仔                    | 2號                                                                                            | 傻仔 新曲+精選                |
| 新廣東歌運動 （與伍樂城合作）               | 2002 | 鄧健泓                                         | 你咪當我傻              | 3號                                                                                            | 咪當我傻 04新曲+精選          |
| 新廣東歌運動 （與伍樂城合作）               | 2002 | 鄧健泓、蘇永康                                 | 怕咗你                  | 4號                                                                                            | 咪當我傻 04新曲+精選          |
| 新廣東歌運動 （與伍樂城合作）               | 2002 | 楊千嬅、李彩樺、方皓玟                         | What We Want            | 5號                                                                                            | True Music Karaoke Hits Vol.2 |
| 新廣東歌運動 （與伍樂城合作）               | 2002 | 楊千嬅、李彩樺、方皓玟、蘇永康、方力申、鄧健泓 | Make Me Mad（沒有出版） | 6號                                                                                            |                               |
| 新廣東歌運動 （與伍樂城合作）               | 2002 | 方皓玟                                         | 你有車嗎（沒有出版）    | 7號                                                                                            |                               |
| 病態愛情系列                                | 2001 | 陳奕迅                                         | 大開眼戒（打回原形）    |                                                                                                | The Easy Ride                 |
| 病態愛情系列                                | 2002 | 陳奕迅                                         | 防不勝防                |                                                                                                | The Line Up                   |
| 病態愛情系列                                | 2003 | 陳奕迅                                         | 十面埋伏                |                                                                                                | Live For Today                |
| 病態愛情系列                                | 2004 | 容祖兒                                         | 分身術                  |                                                                                                | Give Love A Break             |
| 性取向系列                                  | 2002 | 何韻詩                                         | 露絲瑪莉                |                                                                                                | hocc²                         |
| 性取向系列                                  | 2002 | 何韻詩                                         | 再見…露絲瑪莉           |                                                                                                | free{love}                    |
| 性取向系列                                  | 2005 | 何韻詩                                         | 勞斯．萊斯              |                                                                                                | 梁祝下世傳奇                  |
| 性取向系列                                  | 2005 | 何韻詩                                         | 明目張膽                |                                                                                                | 艷光四射                      |
| 性取向系列                                  | 2005 | 薛凱琪                                         | 男孩像你                |                                                                                                | Funny Girl                    |
| 性取向系列                                  | 2006 | 何韻詩                                         | 光明會                  |                                                                                                | We Stand As One               |
| 性取向系列                                  | 2006 | 容祖兒                                         | 黃色大門                | 旋律及歌詞呼應《紅屋頂》                                                                       | Close Up                      |
| 性取向系列                                  | 2007 | 何韻詩                                         | 紅屋頂                  | 旋律及歌詞呼應《黃色大門》                                                                     | What Really Matters           |
| 性取向系列                                  | 2009 | 何韻詩                                         | 查理淑儀                |                                                                                                | Ten Days In The Madhouse      |
| 性取向系列                                  | 2019 | 陳健安                                         | 在錯誤的宇宙尋找愛      |                                                                                                | 本原                          |
| 小姐系列                                    | 1995 | 陳慧琳                                         | 不歡樂小姐              |                                                                                                | 醉迷情人                      |
| 小姐系列                                    | 1996 | 趙學而                                         | 怕上鏡小姐              |                                                                                                | 越怕越愛                      |
| 小姐系列                                    | 2002 | 張鎧潼                                         | 超友誼小姐              |                                                                                                | 馬拉天使                      |
| 小姐系列                                    | 2002 | 楊千嬅                                         | 給香港小姐              |                                                                                                | 愛上主題曲 3                  |
| 小姐系列                                    | 2006 | 關楚耀                                         | 飄忽小姐                |                                                                                                | If...Kelvin Kwan              |
| 小姐系列                                    | 2010 | 容祖兒                                         | 世界小姐                |                                                                                                | Joey Ten                      |
| 運動三部曲                                  | 2001 | Twins                                          | 愛情當入樽              | 籃球                                                                                           | 愛情當入樽                    |
| 運動三部曲                                  | 2002 | Twins                                          | 二人世界盃              | 足球                                                                                           | 我們的紀念冊                  |
| 運動三部曲                                  | 2004 | Twins                                          | 07奧運                  | 各式體育比賽                                                                                   | Girl Power                    |
| 海陸空三部曲                                | 2004 | 官恩娜                                         | 地平線                  | 陸                                                                                             | Original                      |
| 海陸空三部曲                                | 2005 | 官恩娜                                         | 暗戀航空                | 空                                                                                             | Ellacadabra                   |
| 海陸空三部曲                                | 2008 | 官恩娜                                         | 千帆                    | 海，取材自唐朝詞人溫庭筠《望江南》「過盡千帆皆不是」                                           | Stages                        |
| 痴情系列                                    | 2004 | 麥浚龍                                         | 耿耿於懷                |                                                                                                | Proto                         |
| 痴情系列                                    | 2015 | 麥浚龍                                         | 念念不忘                |                                                                                                | Addendum                      |
| 痴情系列                                    | 2015 | 麥浚龍                                         | 睡前服                  |                                                                                                | Addendum                      |
| 痴情系列                                    | 2015 | 麥浚龍、莫文蔚                                 | 瑕疵                    |                                                                                                | Addendum                      |
| 痴情系列                                    | 2015 | 麥浚龍、謝安琪                                 | 羅生門                  |                                                                                                | Addendum                      |
| 痴情系列                                    | 2015 | 麥浚龍                                         | 單魚座                  |                                                                                                | Addendum                      |
| 痴情系列                                    | 2015 | 麥浚龍、周國賢                                 | 雷克雅未克              |                                                                                                | Addendum                      |
| 男玩四部曲                                  | 2005 | 陳奕迅                                         | 葡萄成熟時              | 美酒(成長)                                                                                     | U87                           |
| 男玩四部曲                                  | 2006 | 陳奕迅                                         | 人車誌                  | 跑車(自由)                                                                                     | Life Continues...             |
| 男玩四部曲                                  | 2009 | 陳奕迅                                         | 沙龍                    | 相機(回憶)                                                                                     | H³M                           |
| 男玩四部曲                                  | 2010 | 陳奕迅                                         | 陀飛輪                  | 金錶(時間)                                                                                     | Time Flies                    |
| 五行系列                                    | 2002 | 何韻詩                                         | 水花四濺                | 水                                                                                             | hocc²                         |
| 五行系列                                    | 2003 | 何韻詩                                         | 沙                      | 土                                                                                             | Dress Me Up!                  |
| 五行系列                                    | 2007 | 何韻詩                                         | 木紋                    | 木                                                                                             | What Really Matters           |
| 五行系列                                    | 2009 | 何韻詩                                         | 金剛經                  | 金                                                                                             | Heroes                        |
| 五行系列                                    | 2009 | 何韻詩                                         | 惹火                    | 火                                                                                             | Heroes                        |
| 新曲精選系列                                | 1998 | 陳奕迅                                         | 新曲+精選               |                                                                                                | 我的快樂時代                  |
| 新曲精選系列                                | 2004 | Twins                                          | 精選                    |                                                                                                | Such a Better Day             |
| 新曲精選系列                                | 2009 | 鄭伊健                                         | 新歌                    |                                                                                                | Friends for Life              |
| 「神」之三部曲                              | 2001 | 彭羚                                           | 上帝是女人？            | 奇妙創造                                                                                       | 我的..                        |
| 「神」之三部曲                              | 2016 | 鄭欣宜                                         | 女神                    | 仁愛                                                                                           | Joyce                         |
| 「神」之三部曲                              | 2017 | 雷深如                                         | 無神論                  | 除掉偶像                                                                                       |                               |
| 收皮系列                                    | 2001 | Swing                                          | 大大公司                |                                                                                                | For Sale                      |
| 收皮系列                                    | 2001 | Swing                                          | 帝國大廈                |                                                                                                | For Sale                      |
| 收皮系列                                    | 2011 | Swing                                          | 那邊見                  |                                                                                                | Swing到盡                     |
| 美劇系列                                    | 2004 | 李克勤                                         | 六呎風雲                | 美劇「六呎風雲」                                                                               | Smart ID                      |
| 美劇系列                                    | 2013 | 李克勤                                         | 紙牌屋                  | 美劇「紙牌屋」                                                                                 | 紙牌屋                        |
| 美劇系列                                    | 2013 | 李克勤                                         | 生活大爆炸              | 美劇「生活大爆炸」                                                                             | 紙牌屋                        |
| 「那段盛夏」成長四部曲                      | 2014 | 張敬軒                                         | 青春常駐                | 懷緬好風光                                                                                     | Morph                         |
| 「那段盛夏」成長四部曲                      | 2016 | 張敬軒                                         | 不同班同學              | 進度的差異(以學游泳比喻尋找快樂之旅)                                                           | Vibes                         |
| 「那段盛夏」成長四部曲                      | 2018 | 張敬軒                                         | 天才兒童1985            | 塵封的使命                                                                                     | Senses Inherited              |
| 「那段盛夏」成長四部曲                      | 2023 | 張敬軒                                         | 青春告別式              | 告別青春                                                                                       |                               |
| 日韓系列                                    | 2004 | 周國賢                                         | 目黑                    |                                                                                                | 周國賢                        |
| 日韓系列                                    | 2004 | 周國賢                                         | 地下街                  |                                                                                                | 溫室汽球                      |
| 日韓系列                                    | 2005 | 周國賢                                         | 漢城沉沒了              |                                                                                                | 光                            |
| 我們．今生．在                              | 2015 | 周國賢                                         | 我們都不是無辜的        | 隱喻香港社會現況及 中港關係                                                                    | We Fight Like Kids            |
| 我們．今生．在                              | 2016 | 周國賢                                         | 今生不回家              | 隱喻香港社會現況及 中港關係                                                                    | 風起                          |
| 我們．今生．在                              | 2017 | 周國賢                                         | 在天之靈                | 隱喻香港社會現況及 中港關係                                                                    | We Are Made of Stars          |
| 「都市的童話」系列                          | 2004 | 薛凱琪                                         | 南瓜車                  |                                                                                                | 886 AVCD Single               |
| 「都市的童話」系列                          | 2005 | 薛凱琪                                         | 尋找獨角獸              |                                                                                                | ME                            |
| 「都市的童話」系列                          | 2006 | 薛凱琪                                         | 有隻雀仔                |                                                                                                | ME                            |
| 「都市的童話」系列                          | 2020 | 薛凱琪                                         | 南昌街王子              |                                                                                                |                               |
| 「都市的童話」系列                          | 2021 | 薛凱琪                                         | 哥本哈根的另一個我      | 幻想自己是哥本哈根那尊美人魚雕像                                                               |                               |
| 星座系列                                    | 2002 | 楊千嬅                                         | 可惜我是水瓶座          |                                                                                                | Miriam's Music Box            |
| 星座系列                                    | 2016 | 容祖兒                                         | 無人知道雙子座          |                                                                                                | J-POP                         |
| 星座系列                                    | 2021 | 林家謙                                         | 難道喜歡處女座          |                                                                                                | (seven)⁷                      |
| 星座系列                                    | 2023 | 盧瀚霆                                         | 浪漫殺死巨蟹座          |                                                                                                |                               |
| 「M字額」系列 （與MIRROR成員合作）          | 2021 | 姜濤                                           | Master Class            |                                                                                                |                               |
| 「M字額」系列 （與MIRROR成員合作）          | 2021 | 盧瀚霆                                         | Megahit                 |                                                                                                |                               |
| 「M字額」系列 （與MIRROR成員合作）          | 2021 | 呂爵安                                         | My Apple Pie            |                                                                                                |                               |
| 我奇遇系列                                  | 2002 | 黃耀明、張國榮                                 | 這麼遠那麼近            | (讀白)由布魯塞爾坐火車                                                                         | Cross over                    |
| 我奇遇系列                                  | 2022 | 薛凱琪                                         | 月台上碰面              | 呼應《這麼遠那麼近》歌詞「月台上碰面」                                                         |                               |
| 我奇遇系列                                  | 2022 | 薛凱琪、麥浚龍                                 | 月球上碰面              | 呼應《這麼遠那麼近》歌詞「月球上碰面」                                                         |                               |
| 我奇遇系列                                  | 2022 | 郭嘉駿                                         | 越州公路193             | 坐(車)到了布魯塞爾                                                                             |                               |
| 惡毒系列                                    | 2022 | 張天賦                                         | 小心地滑                |                                                                                                | This is MC                    |
| 惡毒系列                                    | 2023 | 陳宗澤                                         | 必要之惡                |                                                                                                |                               |
| 惡毒系列                                    | 2024 | 馮允謙                                         | JAY FUNG儀態訓練學院    |                                                                                                |                               |
| 名著系列                                    | 1997 | 許美靜                                         | 傾城                    | 張愛玲《傾城之戀》                                                                             | 靜聽精彩13首                  |
| 名著系列                                    | 2009 | 王菀之                                         | 小團圓                  | 張愛玲《小團圓》                                                                               | On Wings Of Time              |
| 名著系列                                    | 2011 | 何韻詩                                         | 癡情司                  | 亦舒《癡情司》                                                                                 | Awakening                     |
| 名著系列                                    | 2022 | 鄭欣宜                                         | 豐乳肥臀                | 莫言《豐乳肥臀》                                                                               | Believe Us                    |
| 名著系列                                    | 2022 | 張天賦                                         | 老派約會之必要          | 李維菁《老派約會之必要》                                                                       | This is MC                    |
| 我街道系列                                  | 2008 | 謝安琪                                         | 囍帖街                  |                                                                                                | Binary                        |
| 我街道系列                                  | 2016 | 謝安琪                                         | 山林道                  | 歌者錄音室所在                                                                                 |                               |
| 我街道系列                                  | 2020 | 薛凱琪                                         | 南昌街王子              |                                                                                                |                               |
| 我街道系列                                  | 2022 | 盧瀚霆                                         | 永順街39號              | 歌者小學母校所在                                                                               |                               |
| 廣東歌元宇宙                                | 2022 | 鄭欣宜                                         | 我地                    |                                                                                                | Believe Us                    |
| 廣東歌元宇宙                                | 2022 | 馮允謙                                         | 給缺席的人唱首歌        | 另有純鋼琴伴奏版本《給缺席的人唱首歌「也與你的心靈同在」》                                     | Love & Loss                   |
| 廣東歌元宇宙                                | 2022 | 郭嘉駿                                         | 越州公路193             | 《給缺席的人唱首歌》支綫人物，元宇宙中其中一個「缺席的人」                                     |                               |
| 廣東歌元宇宙                                | 2022 | Dear Jane                                      | 到底發生過什麼事        | 另有國語版本 (featuring 八三夭)                                                                | X                             |
| 廣東歌元宇宙                                | 2023 | Dear Jane                                      | 懷舊金曲之夜            |                                                                                                | X                             |
| 廣東歌元宇宙                                | 2023 | Zepcial                                        | Her                     | 遠距離戀愛                                                                                     |                               |
| 廣東歌元宇宙                                | 2023 | 張敬軒                                         | 隱形遊樂場              | 另派7個版本，均以不同地方名字命名，寓意在世界各地開滿遊樂場 歌詞及壓軸版本編曲呼應《黃色大門》 |                               |
| 廣東歌元宇宙                                | 2023 | 黃耀明                                         | 石沉大海                | 寫信給下落不明的人                                                                             |                               |
| 廣東歌元宇宙                                | 2023 | 方皓玟                                         | It’s not your fault     | 「亂世兒歌」                                                                                   |                               |
| 廣東歌元宇宙                                | 2023 | 王嘉儀                                         | 我們的鬼魂              | 即使已死，鬼魂也要回到這座城市                                                                 | 水性揚花                      |
| 廣東歌元宇宙                                | 2023 | 麗英                                           | (Not) The First Take    | DSE放榜打氣歌                                                                                  |                               |
| 廣東歌元宇宙                                | 2023 | moon tang                                      | 房屋供應問題            |                                                                                                |                               |
| 廣東歌元宇宙                                | 2023 | Zpecial                                        | 島嶼時間囊              |                                                                                                |                               |
| 廣東歌元宇宙                                | 2023 | Gareth. T                                      | 緊急聯絡人              |                                                                                                |                               |
| 廣東歌元宇宙                                | 2024 | 方皓玟                                         | 神算                    |                                                                                                |                               |
| 廣東歌元宇宙                                | 2024 | 呂爵安                                         | 油麻地莎士比亞          |                                                                                                |                               |
| 廣東歌元宇宙                                | 2024 | 容祖兒                                         | 九秒九                  | 《緊急聯絡人》中的緊急聯絡人                                                                   |                               |
| 廣東歌元宇宙                                | 2024 | Teddy Fan                                      | 殺出鑽石山              |                                                                                                |                               |
| 「死前要做好」三部曲                        | 2020 | Dear Jane                                      | 最後一間唱片舖          | 體驗送別的心情                                                                                 | Limerence                     |
| 「死前要做好」三部曲                        | 2022 | Dear Jane                                      | 到底發生過什麼事        | 主動關心舊朋友                                                                                 | X                             |
| 「死前要做好」三部曲                        | 2023 | Dear Jane                                      | 懷舊金曲之夜            | 跟往事道別                                                                                     | X                             |
| 寫信系列                                    | 2005 | 薛凱琪                                         | 奇洛李維斯回信          | 寫給偶像                                                                                       | 'F' Debut                     |
| 寫信系列                                    | 2020 | 衛蘭                                           | 她整晚在寫信            | 側田《命硬》原版， 寫給在戰場上的人                                                            | It's OK To Be Sad             |
| 寫信系列                                    | 2023 | 黃耀明                                         | 石沉大海                | 延續舊作《下落不明》， 寫給下落不明的人                                                        |                               |
| E先生系列                                   | 2021 | 呂爵安                                         | E先生 連環不幸事件      | 小說改編電影《尼蒙利斯連環不幸事件》                                                           |                               |
| E先生系列                                   | 2023 | 呂爵安                                         | E先生 愛人執照          |                                                                                                |                               |
| ERROR愛情觀系列                             | 2022 | ERROR                                          | 愛情值日生              |                                                                                                |                               |
| ERROR愛情觀系列                             | 2022 | ERROR                                          | Never Come Back         |                                                                                                |                               |
| ERROR愛情觀系列                             | 2023 | ERROR                                          | 底隧道                  |                                                                                                |                               |
| 「真想給你見到它」                          | 2006 | 容祖兒                                         | 黃色大門                |                                                                                                | Close Up                      |
| 「真想給你見到它」                          | 2023 | 張敬軒                                         | 隱形遊樂場              | 另派7個版本，均以不同地方名字命名，寓意在世界各地開滿遊樂場 歌詞及壓軸版本編曲呼應《黃色大門》 | 即將推出                      |
| The Asylum 3                                | 2023 | 周國賢 Featuring 傅珮嘉                        | 恐慌症 與 疑病之病      |                                                                                                | The Asylum 3                  |
| The Asylum 3                                | 2023 | 傅珮嘉 Featuring 周國賢                        | 幸福強迫症              |                                                                                                | The Asylum 3                  |
| The Asylum 3                                | 2023 | 周國賢、傅珮嘉                                 | 快快樂樂病下去          |                                                                                                | The Asylum 3                  |
| 「失敗者」三部曲                            | 2016 | 鄭欣宜                                         | 女神                    | 選美比賽落選佳麗                                                                               | Joyce                         |
| 「失敗者」三部曲                            | 2023 | Nowhere Boys                                   | 票房毒藥                | 自封「票房毒藥」多年的黃子華                                                                   |                               |
| 「失敗者」三部曲                            | 2024 | Lolly Talk                                     | 數到十                  | 歌者(「全民造星IV」落敗者)                                                                     |                               |
| 死亡三部曲                                  | 2017 | 洪卓立                                         | 帶著骨灰去旅行          |                                                                                                |                               |
| 死亡三部曲                                  | 2018 | 鄧小巧                                         | 重陽                    |                                                                                                |                               |
| 死亡三部曲                                  | 2025 | 陳柏宇                                         | 關於後悔                |                                                                                                |                               |
| 貫徹始終三部曲                              | 2023 | 邱彥筒                                         | I'm Marf-elous          | 唱我歌跳我舞爭口氣                                                                             |                               |
| 貫徹始終三部曲                              | 2023 | Nowhere Boys                                   | 票房毒藥                | 無期望世人每位都會愛自己                                                                       |                               |
| 貫徹始終三部曲                              | 2025 | 衛蘭                                           | The Best Version Of Me  | 過眼浮雲在你心有個位置                                                                         |                               |

## 創作精選大碟列表
- 《黃偉文 十年選》（推出日期：2005年8月23日）

| Disc 1 1. 薛凱琪 - 奇洛李維斯回信 2. 陳小春 - 相依為命 3. 鄭秀文 - 調情 4. 周國賢 - 目黑 5. 李克勤 - 我不會唱歌 6. Shine - 曼谷瑪利亞 7. 楊千嬅 - 可惜我是水瓶座 8. 李彩樺 - 你唔愛我啦 9. 趙學而 - 最佳位置（原唱：陳慧琳） 10. 何韻詩 - 再見露絲瑪莉 11. 盧巧音 - 好心分手 12. Cookies - 心急人上 13. 張學友、林憶蓮 - 日與夜 14. Shine - 燕尾蝶 15. 楊千嬅 - 野孩子 16. 陳小春 - 犯賤 17. 鄭秀文 - 如何掉眼淚 | Disc 2 1. 劉美君 - 大開眼戒（原唱：陳奕迅） 2. 許志安、車婉婉 - 會過去的 3. 莫文蔚 - 婦女新知 4. 彭 羚 - 給我愛過的男孩們 5. 陳奕迅 - 反高潮 6. 張信哲 - 到處留情 7. 盧巧音 - 垃圾 8. 許美靜 - 傾城 9. 古巨基 - 第二最愛 10. 黃耀明 - 小王子 11. 彭 羚 - 小玩意 12. 蘇永康 - 有人喜歡藍 13. 王 菲 - 一人分飾兩角 14. 張學友 - 這麼近那麼遠 15. 鄭伊健 - 吻感 16. 李蕙敏 - （你沒有）好結果 17. 李蕙敏 - 活得比你好 |

- 《黃偉文大選：Y100（Evil版）》（推出日期：2012年1月20日）

| Disc 1 1. Swing - 那邊見 2. 陳奕迅 - 苦瓜 3. 李克勤 - 再見穿梭機 4. 陳奕迅 - 陀飛輪 5. 陳奕迅 - 沙龍 6. 薛凱琪 - 甜蜜蜜 7. 謝安琪 - 囍帖街 8. 謝安琪 - 神奇女俠的退休生活 9. 謝安琪 - 3/8 10. 陳奕迅 - 人車誌 11. 陳奕迅 - 落花流水 12. 陳奕迅 - 最佳損友 13. 薛凱琪 - 給十年後的我 14. 陳奕迅 - 葡萄成熟時 15. 陳奕迅 - 浮誇 16. 許志安、葉德嫻 - 美中不足 | Disc 2 1. Beyond - 抗戰二十年 2. 李克勤 - 我不會唱歌 3. 陳慧琳 - 嫁妝 4. 盧巧音 - 三角誌 5. 盧巧音 - 落地開花 6. 張國榮、黃耀明 - 這麼遠，那麼近 7. 張學友、林憶蓮 - 日與夜 8. 陳慧琳 - 最佳位置 9. 楊千嬅 - 勇 10. 盧巧音 - 好心分手 11. 梅艷芳、張國榮 - 芳華絕代 12. 陳小春 - 犯賤 13. 楊千嬅 - 野孩子 14. 彭 羚 - 無人駕駛 15. 彭 羚、黃耀明 - 漩渦 16. 黃耀明 - 我這麼容易愛人 17. 高雪嵐 - 絕 | Disc 3 1. 彭 羚 - 給我愛過的男孩們 2. 張學友 - 頭髮亂了 3. 陳曉東 - 水瓶座 4. 盧巧音 - 垃圾 5. 古巨基 - 歡樂今宵 6. 陳慧琳 - 一億七千萬雙眼睛（星夢情真） 7. 鄭秀文 - 親密關係 8. 鄭秀文 - 我們的主題曲 9. 陳慧琳、Dry - 紀念日 10. 湯寶如 - 我們的近況 11. 鄭伊健 - 發現 12. 鄭伊健 - 我的歌 13. 古巨基 - 其實我…我…我 14. 草 蜢 - 好戲在後頭 15. 張學友 - 這麼近(那麼遠) 16. 吳君如、黃偉文 - 初一十五 17. 軟硬天師 - 非常口 |

- 《黃偉文大選：Y100（Playful版）》（推出日期：2012年1月20日）

| Disc 1 1. 蘇永康 - 那誰 2. 林宥嘉 - 自然醒 3. 王菀之 - 末日 4. 王菀之 - 最好的 5. 容祖兒 - 破相 6. 何韻詩 - 鋼鐵是怎樣煉成的 7. 王菀之 - 小團圓 8. 鄭 融、周柏豪 - 一事無成 9. 黃耀明 - 親愛的瑪嘉烈 10. 何韻詩 - 美空雲雀 11. 何韻詩 - 木紋 12. 何韻詩 - 光明會 13. 達明一派 - 達明一派對 14. 薛凱琪 - 男孩像你 15. 何韻詩 - 勞斯萊斯 16. 何韻詩 - 艷光四射 17. 何韻詩 - 如無意外 | Disc 2 1. 薛凱琪 - 奇洛李維斯回信 2. 麥浚龍 - 耿耿於懷 3. 官恩娜 - 地平線 4. 吳浩康 - 洗剪吹 5. 容祖兒 - 我的驕傲 6. 容祖兒 - 心淡 7. Twins - 多謝失戀 8. Twins - 下一站天后 9. 黃耀明、林憶蓮 - 下落不明 10. 陳奕迅 - 十面埋伏 11. 陳奕迅 - 防不勝防 12. Shine - 燕尾蝶 13. 何韻詩 - 水花四濺 14. 陳奕迅 - 大開眼戒 15. 陳奕迅 - 單車 16. 陳奕迅 - 活著多好 | Disc 3 1. 容祖兒 - 隆重登場 2. 容祖兒 - 痛愛 3. Swing - 帝國大廈 4. Swing - 大大公司 5. 何韻詩 - 光榮之家 6. Twins - 愛情當入樽 7. Twins - 明愛暗戀補習社 8. 梁漢文 - PG家長指引 9. 梅艷芳 - 牀啊!牀 10. 梅艷芳 - 愛的教育 11. 楊千嬅 - 可人兒 12. 楊千嬅 - 有發生過 13. 張信哲 - 到處留情 14. 陳奕迅 - 超人的主題曲 15. 許志安 - 灰飛煙滅 16. 草 蜢 - 失樂園 17. 陳奕迅 - 時代曲 |

- 《黃偉文大選：Y100+（Grateful版）》（推出日期：2012年4月25日）

| Disc 1 1. 張敬軒 - Deadline 2. 陳奕迅 - 無人之境 3. 王菀之 - 低科技之歌 4. 周柏豪 - 報告總司令 5. 謝安琪 - 年度之歌 6. 蘇永康 - 黑色禮服 7. 陳奕迅 - Crying In The Party 8. 薛凱琪 - 下次下次 9. 謝安琪 - 節外生枝 10. 陳奕迅 - 裙下之臣 11. 何韻詩 - 願我可以學會放低你 12. 側 田 - 命硬 13. 何韻詩 - 汽水樽裡的咖啡 14. 趙學而 - 最佳位置 15. 鄧麗欣 - 不要離我太遠 16. 何韻詩 - 明目張膽 17. 何韻詩 - 你是八十年代 | Disc 2 1. 李彩樺 - 你唔愛我啦 2. 李克勤 - 世界末日的早上 3. 周國賢 - 目黑 4. Shine - 曼谷瑪利亞 5. 麥浚龍 - 沒有人 6. 梁詠琪 - 高妹正傳 7. 楊千嬅 - 可惜我是水瓶座 8. 楊千嬅 - 一個人的童話 9. 何韻詩 - 再見…露絲瑪莉 10. 麥浚龍 - 有人 11. Cookies - 心急人上 12. 梁詠琪 - 你救哪一個 13. 陳小春 - 一句到尾 14. 何韻詩 - 千千萬萬個我 15. 鄭秀文 - 如何掉眼淚 16. 鄭秀文 - 如果我們不再見 17. 車婉婉、許志安 - 會過去的 | Disc 3 1. 莫文蔚 - 婦女新知 2. 莫文蔚 - 北極光 3. 陳奕迅 - 如果這一秒鐘你跟我講你不愛我 4. 陳奕迅 - 反高潮 5. 蘇永康 - 獨立宣言 6. 許美靜 - 傾城 7. 達明一派 - 每日一禁果（Mark Lui Remix） 8. 古巨基 - 第二最愛 9. 黃耀明 - 小王子 10. 李蕙敏 - 未忘人 11. 彭 羚 - 小玩意 12. 王 菲 - 一人分飾兩角 13. 李蕙敏 - （你沒有）好結果 14. 李蕙敏 - 活得比你好 15. 蘇永康 - 有人喜歡藍 16. 鄭伊健 - 吻感 |

## 重要獎項
1995年度
- 7月8日，首度成功奪得903專業推介 冠軍 - 我哭了
- 四台聯頒最佳中文流行歌詞獎 -（你沒有）好結果
- 第十八屆香港十大中文金曲最佳中文（流行）歌詞獎 -（你沒有）好結果

1997年度
- 叱殿堂十大作詞人
- 叱殿堂至尊詞 - 活得比你好
- 第十七屆香港電影金像獎最佳電影原創歌曲 - 歡樂今宵

2002年度
- 叱咤樂壇我最喜愛的填詞人- 好心分手
- CASH金帆音樂獎最佳流行歌詞 - 燕尾蝶

2004年度
- 2004年度叱咤樂壇流行榜頒獎典禮 - 叱咤樂壇填詞人大獎
- 第四屆華語音樂傳媒獎頒獎禮 - 最佳作詞人
- 十大勁歌金曲最佳填詞 - 奇洛李維斯回信

2005年度
- 第五屆全球華語歌曲排行榜最佳作詞 - 塞車
- CASH金帆音樂獎最佳歌詞 - 浮誇
- 2005年度叱咤樂壇流行榜頒獎典禮 - 叱咤樂壇填詞人大獎

2006年度
- 廣州電視台第三屆勁歌王年度總選頒獎禮填詞王

2008年度
- CASH金帆音樂獎最佳歌詞 - 囍帖街
- 十大勁歌金曲最佳填詞 - 囍帖街

2010年度
- CASH金帆音樂獎最佳歌詞 - 陀飛輪
- 2010年度叱咤樂壇流行榜頒獎典禮 - 叱咤樂壇填詞人大獎

2011年度
- 2011年度叱咤樂壇流行榜頒獎典禮 - 叱咤樂壇填詞人大獎
- 2011年度十大勁歌金曲頒獎典禮 - 最佳填詞獎《花千樹》

2012年度
- 2012年度新城勁爆頒獎禮 - 新城勁爆填詞大獎《重口味》

2015年度
- 2015年度叱咤樂壇流行榜頒獎典禮 - 叱咤樂壇填詞人大獎
- 第34屆香港電影金像獎最佳原創電影歌曲獎-《香港仔》
- 第26屆金曲獎 - 入圍最佳作詞人獎-喜劇之王《李榮浩》

2016年度
- 2016年度叱咤樂壇流行榜頒獎典禮 - 叱咤樂壇填詞人大獎

2019年度
- 2019年度叱咤樂壇流行榜頒獎典禮 - 叱咤樂壇填詞人大獎

2021年度
- Chill Club 推介榜年度推介20/21 - Chill Club年度填詞人
- 2021年度叱咤樂壇流行榜頒獎典禮 - 叱咤樂壇填詞人大獎

2022年度
- Chill Club 推介榜年度推介21/22 - Chill Club年度填詞人
- 新城勁爆頒獎禮2022 - 勁爆填詞《我地》
- 2022年度叱咤樂壇流行榜頒獎典禮 - 叱咤樂壇填詞人大獎

2023年度
- Chill Club 推介榜年度推介22/23 - Chill Club年度填詞人
- 新城勁爆頒獎禮2023 - 勁爆填詞《企好》
- 2023年度叱咤樂壇流行榜頒獎典禮 - 叱咤樂壇填詞人大獎

2024年度
- Chill Club 推介榜年度推介23/24 - Chill Club年度填詞人
- 2024年度叱咤樂壇流行榜頒獎典禮 - 叱咤樂壇填詞人大獎

## 歌影視

### 無綫電視
黃偉文於1998年首度踏足電視界，於無綫電視台的音樂節目《勁歌金曲》與丘凱敏擔任主持，節目中特地加插為Wyman度身訂做的歌星訪問環節。2000年他演出故事圍繞電台發生的處境喜劇《FM701》，2001年則與梅小惠合作主持以達成觀眾心願為內容的《求其一個夢》。

### 亞洲電視
黃偉文於2006年9月24日起於亞洲電視主持遊戲節目《以一敵百》，這是荷蘭遊戲節目《1 Tegen 100》的香港版，也是全球首個中文版本，每週播放5集，計劃做60集，每位參賽者的獎金可超過100萬。他透露為此節目花了50萬元置新裝，誓要成為史上最型的遊戲節目主持。而他更為此節目暫停填詞工作。2012年為亞視節目《亞視百人》擔任嘉賓。

### 電影
黃偉文亦曾參與不少電影演出，角色多為綠葉作用，包括《流氓醫生》、《算死草》、《初戀無限Touch》、《愛你愛到殺死你》、《新紮師妹》、《玉女添丁》等，其中在《愛你愛到殺死你》與黎明親嘴的戲可謂經典。

#### 曾參與的電影
| 年份 | 電影名稱                                 | 角色                          | 合作演員                                |
| ---- | ---------------------------------------- | ----------------------------- | --------------------------------------- |
| 1995 | 天空小說 Out of The Blue                 | 時裝界人士                    | 林海峰、葛民輝、一眾903DJ               |
| 1995 | 流氓醫生 Dr. Mack                        | 黑社會大佬                    | 梁朝偉、鍾麗緹、許志安、杜德偉 、梁詠琪 |
| 1995 | 整蠱王 Tricky business                   | 史松（整蠱人的有錢仔）        | 羅家英、林海峰、葛民輝、劉青雲          |
| 1996 | 偷偷愛你 Blind Romance                   |                               | 梁朝偉、邱淑貞、葛民輝                  |
| 1996 | 百分百感覺 Feel 100%                     |                               | 鄭伊健、鄭秀文 、梁詠琪、葛民輝         |
| 1996 | 百分百o岩Feel Feel 100%...Once More      |                               | 鄭伊健、鄭秀文、邱淑貞 、梁詠琪、葛民輝 |
| 1996 | 金枝玉葉2 Who's the woman, who's the man | 金曲節目主持人                | 袁詠儀、張國榮、梅艷芳                  |
| 1996 | 四面夏娃 4 faces of Eve                  | 葛民輝的大陸朋友              | 吳君如、葛民輝                          |
| 1997 | 算死草 Lawyer lawyer                     | 龍二（整蠱人的狀元）          | 周星馳、葛民輝                          |
| 1997 | 戇星先生                                 | 光頭祥（黑社會）              | 葛民輝、張燊悅、張達明、袁詠儀          |
| 1997 | 夜半2點鐘 02:00 AM                       |                               | 陳寶蓮、陳小春、黎瑞恩、徐錦江、周文健  |
| 1997 | 愛你愛到殺死你 Killing me tenderly       | Sammi的經理人                 | 黎明、鄭秀文、谷德昭、吳君如、黎耀祥    |
| 1997 | 初戀無限Touch First love unlimited       | 大咪咪                        | 陳曉東、梁詠琪                          |
| 1998 | KO雷霆一擊 Knock Off                     |                               | 徐克導演，尚格雲頓主演                  |
| 2000 | 人妖打排球 The iron ladies               | 柏芝(配音) （同時主唱主題曲） | 吳君如、谷德昭、葛民輝                  |
| 2001 | 玉女添丁 Dummy mommy, without a baby     | 阿勁                          | 楊千嬅、陳冠希                          |
| 2001 | 4x100水着份子 United we stand, and swim  | 黑社會大哥 （同時主唱主題曲） | 黃秋生、森 美、小 儀、吳佩慈            |
| 2001 | 別戀 Stolen love                         | 洛西（天使）                  | 李彩華、林 峯、張達明                   |
| 2002 | 新紮師妹 Love undercover                 | 千嬅朋友                      | 楊千嬅、吳彥祖、黃浩然                  |
| 2002 | 這個夏天有異性 Summer breeze of love     | 王傑及許紹雄舊同學            | 蔡卓妍、鍾欣桐、王 傑                   |
| 2002 | 賭俠2002 The conman 2002                 | 何紅申                        | 張家輝、馮德倫、王秀琳                  |
| 2002 | 五個嚇鬼的少年 The mummy, aged 19        | 牧師                          | 徐天佑、黃又南、李蘢怡、少爺占          |
| 2002 | 我家有一隻河東獅 The lion roars          | 柳神俠                        | 古天樂、張栢芝、許紹雄、黃浩然          |
| 2002 | 乾柴烈火 Dry wood fierce fire            | 散打王                        | 楊千嬅、古天樂、陳慧珊、張達明          |
| 2002 | 賤精先生 If U Care                       |                               | 陳奕迅、鍾欣桐、葛民輝、盧巧音          |
| 2003 | 下一站…天后 Diva.Ah Hey                  | 伍陸城                        | 蔡卓妍、陳小春、周麗淇、余文樂          |
| 2014 | 金雞SSS Golden Chicken S                 | 拓也哥                        | 吳君如                                  |
| 2015 | 12金鴨 12 Golden Ducks                   | 鏈球哥                        | 吳君如                                  |

### 業餘歌手
黃偉文曾開金口演繹自己填詞的歌曲，如903id club會歌《別看小我》、天空小說廣播劇插曲《說不出的快活》、娛樂性騷擾片尾曲《一塊蛋治》、吳君如合唱之歌曲《初一十五》及《娛樂性騷擾》等等。

### 舞台劇
| 年份 | 劇團       | 劇名                                       | 導演           |
| ---- | ---------- | ------------------------------------------ | -------------- |
| 1993 | 非常林奕華 | 我所知道的悲慘世界 ── 為什麼男人不相信眼淚 | 林奕華         |
| 1998 | W創作社    | 白雪先生灰先生                             | 黃智龍、梁祖堯 |

## 專欄作家
自命“最鍾意買嘢，最憎寫字（最喜歡購物，最痛恨寫字）”的黃偉文十分「貪靚（愛美）」，時裝觸覺敏銳。他剃光頭、穿長裙、帶鼻環。在傳媒爭相報道之下，這位“光頭DJ”的前衛形象深入民心。早在學生時代，他已為《年青人週報》撰寫時裝快訊補貼置裝費，1998-1999年期間曾間斷替《飲食男女》撰寫飲食和旅遊的文章，其中一個旅遊專欄為「Y路」。後來他為《MILK》雜誌撰寫名為「Wyman Labeling」的時裝、潮流、旅遊專欄，2004年8月結集出版他第一本書的《Y》，2005年12月再結集出版《潮騷》。
此外，2004年黃偉文亦曾為《東周刊》撰寫專欄「事後煙」，話題不限於填詞、時裝，從中讀者可一窺Wyman的世界觀。2005年8月，此專欄散文結集為《黃偉文作品-俗Loud》。此書和《Y》也曾分別舉行簽名會，吸引一眾支持者前往捧場。2006年，黃偉文仍在專欄界努力發展，3月12日在《蘋果日報》撰寫潮流專欄「Buy me a Sunday」，4月19日在《飲食男女》撰寫散文專欄「刁蠻任性」。
另外，他獨特的時裝觸覺和專業的品味更得到別人認同，於2005年及2011年兩度獲得香港時裝設計師協會評選為《十大傑出衣著人士》。

## 服裝設計
2007年，黃偉文為好友陳奕迅「Eason's Moving On Stage」演唱會設計服裝。
2009年及2010年他為好友鄧萃雯在「萬千星輝頒獎典禮」擔任形象顧問。
2019年他為好友容祖兒「Pretty Crazy 演唱會」擔任服裝設計。

## 另類影響
- 2015年，作家周淑屏借用何韻詩《艷光四射》其中一句歌詞「生於亂世有種責任」，出版同名著作回顧2014年佔領運動。
- 2018年香港中學文憑試中國語文科試卷四說話能力考試其中兩道試題的「附設閱讀材料」分別借用陳奕迅《單車》及麥浚龍、謝安琪《羅生門》歌詞。

| 年份 | 書名                             | 作者   | 備註 |
| ---- | -------------------------------- | ------ | --- |
| 2020 | 那段年粵有多好——還好我們有廣東歌 | 年粵日 | 樂迷推介歌曲 陳奕迅《不知所謂》(2001) 楊千嬅《野孩子》(2001) Twins《多謝失戀》(2003) 陳奕迅《葡萄成熟時》(2005) 薛凱琪《甜蜜蜜》(2008) 謝安琪《囍帖街》(2008) 容祖兒《天窗》(2013) 張敬軒《青春常駐》(2014) 周國賢《我們都不是無辜的》(2015) 林二汶《愛情是一種法國甜品》(2018) |
| 2022 | 樂壇未死——還好我們有廣東歌       | 年粵日 | 樂迷推介歌曲 盧瀚霆《Megahit》 呂爵安《E先生 連環不幸事件》、 《一表人才》 張天賦《小心地滑》 |

- 2023年2月21日，《毒舌大狀》上映32日累計票房已衝破1億。9月8日，戲中男女主角黃子華楊偲泳成為樂隊Nowhere Boys歌曲《票房毒藥》MV男女主角，楊化身小影迷期待「票房毒藥」黃子華轉強成「票房仙丹」。黃偉文繼《艷光四射》、《如無意外》後，再度創作人物傳記的歌曲。

## 外部連結
- 黃偉文在香港影庫上的簡介
- 黃偉文的Facebook專頁
- 黃偉文的Instagram帳戶
- 黃偉文專欄 （页面存档备份，存于）